# David Klöcker Ehrenstrahl
David Klöcker Ehrenstrahl, före adlandet 1677 Klöcker, döpt 27 april 1628 i Hamburg, död 23 oktober 1698 i Stockholm, var en svensk konstnär. Han har fått hedersnamnet "den svenska målarkonstens fader".

## Biografi
Ehrenstrahl deltog 1646–1648 som skrivare vid svenska fredskansliet i Osnabrück, studerade 1648 hos djurmålaren Juriaen Jacobsz i Hamburg och reste 1651 till Sverige på uppdrag av Carl Gustaf Wrangel, som erbjöd honom arbete och utbildning på Skokloster slott. På Skoklosters slott finns ca 50 målningar av Ehrenstrahl. En bild av Wrangels barn från 1651 är ett av hans tidigaste kända arbeten, och finns liksom en målning av Carl Gustaf Wrangel till häst från 1652 på Skokloster. Från 1651-52 stammar även tre målning av Wrangels hovnarr Hindrik Hasenberg, två hänger i skoklosters slott och en finns idag på Nationalmuseum. 1653 kom Ehrenstrahl i tjänst hos änkedrottning Maria Eleonora, som troligen bekostade den europeiska studieresa som Ehrenstrahl påbörjade 1655.
Efter två års uppehåll i Venedig begav sig Ehrenstrahl till Rom, där han uppehöll sig ett par år och omhändertogs av kardinalen, lantgreven av Hessen. Här förvärvade Ehrenstrahl sin kännedom om Italiens 1500- och 1600-talskonst och utvecklades, möjligen under ledning av Pietro da Cortona, till en rutinerad dekorationsmålare av utpräglad barocktyp. 1659 hemkallades Ehrenstrahl av Karl X Gustav för att tillträda befattningen som hovmålare, men tog god tid på sig med återfärden som 1660 gick över Paris, där han tog starka och varaktiga intryck av Charles Le Brun, som just detta år introducerats vid hovet och fått ett alltmer ökat inflytande, samt över London, där han tog tydliga influenser av Karl II:s porträttmålare Sir Peter Lely. 1661 var Ehrenstrahl slutligen hemma i Sverige där han utnämndes till hovkonterfejare.
Som sådan uppbar han en årlig lön på 600 daler silvermynt. Ehrenstrahl överhopades med uppdrag och beställningar och var tvungen att skaffa sig medhjälpare, varför han slutligen endast gjorde mindre retuscher på de arbeten som lämnade hans ateljé. Han adlades 1674 och utnämndes 1690 till hovintendent. 

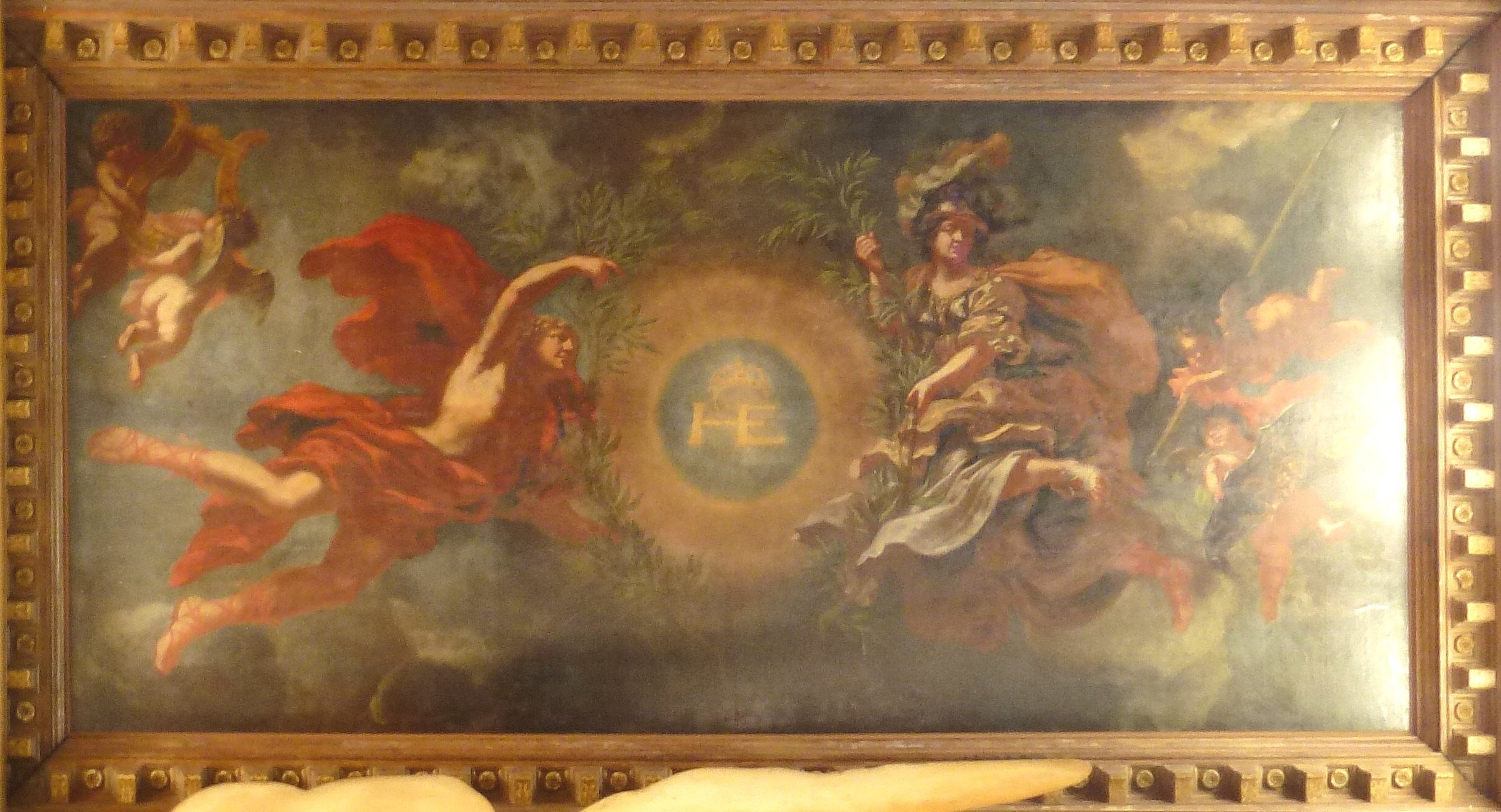
Ehrenstrahls plafond i lanternintaket för trapphuset, Drottningholms slott.

 Ehrenstrahl stödde även på olika sätt Erik Dahlbergh i hans verk Suecia antiqua et hodierna.
Bland Ehrenstrahls bästa målningar brukar nämnas den imponerande plafonden i Riddarhuspalatsets samlingssal, där han framställde moder Svea omgiven av dygderna. På Drottningholm och Gripsholm målade Ehrenstrahl också flera plafonder samt stora väggstycken med allegoriska motiv. I Storkyrkan i Stockholm finns de två jättedukarna Korsfästelsen och Yttersta domen, målade på 1690-talet för kapellet i den senare nedbrunna kungaborgen Tre kronor. Ehrenstrahl utförde även en mängd förlageteckningar för kopparstick. Mest känd är den karusellsvit som återger festligheterna vid Karl XI:s trontillträde 1672. Därutöver gjorde Ehrenstrahl utkast till några av illustrationerna i Karl X Gustavs historia av Samuel von Pufendorf. År 2000 gav Postverket ut Sveriges hittills största frimärke, som också blev den polsk-svenske gravören Czesław Słanias 1000:e frimärke, Svenska konungars berömliga bedrifter av Ehrenstrahl.
Många av Ehrenstrahls mera genremässigt hållna tavlor visar större "friskhet", till exempel gruppen Brunnsmästaren i Medevi och hans söner (Gripsholms slott) samt Neger med papegojor och markattor (Nationalmuseum). Han har dessutom gjort porträtt av bland andra Karl XI, Erik Dahlbergh, Georg Stiernhielm samt Agneta Horn (Sätuna säteri). Ehrenstrahl är även representerad vid bland annat Göteborgs konstmuseum, Nordiska museet, Uppsala universitetsbibliotek, Lunds universitetsbibliotek, Hallwylska museet, Norrköpings konstmuseum  och Malmö konstmuseum. Ett porträtt av Karl XI utfört av Ehrenstrahl finns på Militärsällskapet i Stockholm.
Den djupsinniga symboliken i Ehresntrahls stora dukar och plafonder har han själv tolkat i en katalogartad skrift 1694. Han utgav också för sina elever Kort handledning i målarkonsten, vilket är Sveriges första konstteoretiska skrift.
Bland Ehrenstrahls många elever kan nämnas David von Kraft, Mikael Dahl,  Jacob Clopmeyer, Kaspar Kenckel, Hans Georg Müller, David Richter den äldre, Daniel Stahl, Kristoffer Thomas, Kristian von Thun, miniatyristen Eric Utterhielm samt dottern Anna Maria Ehrenstrahl. Ehrenstrahl var även lärare till förnäma damer som Aurora och Amalia Wihelmina von Königsmarck.
Ehrenstrahl uppförde det Ehrenstrahlska huset på Svartmangatan 22 i Gamla stan 1666.
Ehrenstrahlsvägen i Södra Ängby, Stockholm är troligen uppkallad efter David Klöcker Ehrenstrahl.

## Familj
Ehrenstrahls far vid namn Klöker var skräddare i Hamburg och modern uppges ha hetat Otman (Othman). Sköldebrevets uppgift att han tillhört en tysk adlig ätt är obevisad. Han var gift två gånger. Första hustrun, Maria Momma var född i Amsterdam och dotter till Willem Momma och brorsdotter till Abraham Momma, adlad Reenstierna. I det äktenskapet föddes hans enda barn, Anna Maria Ehrenstrahl. Ehrenstrahls andra hustru var Emerentia Baumann. Hans styvson i det giftet, Frans Joachim Ehrenstrahl, adopterades på styvfaderns adliga namn och nummer och genom honom fortlevde ätten på svärdssidan till 1814. David Ehrenstrahl var morbror till David von Krafft.

## Bildgalleri

### Med årtal

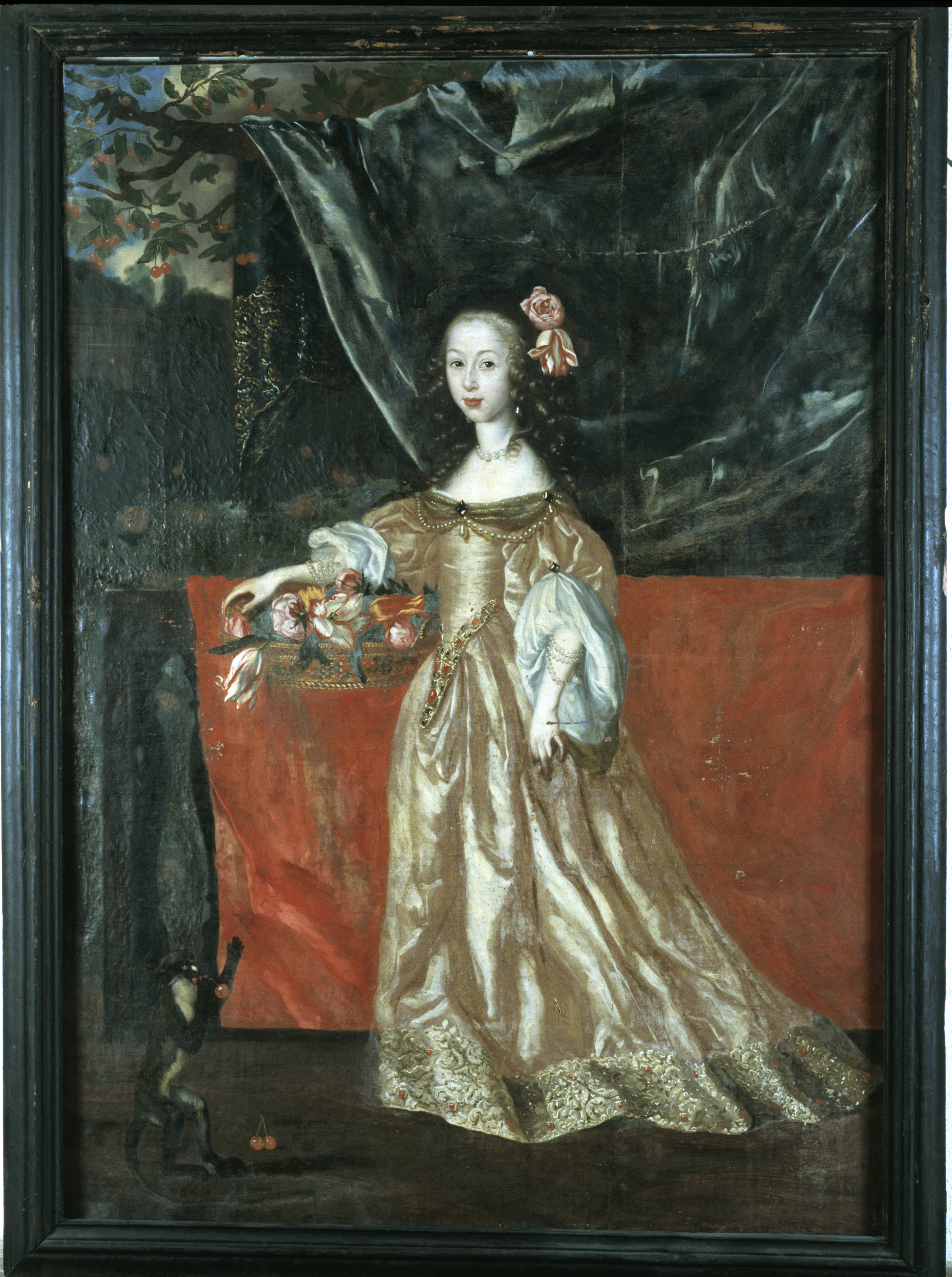
Maria Elisabeth Stenbock (1651).
Margareta Juliana Wrangel och hennes syskon (1651).
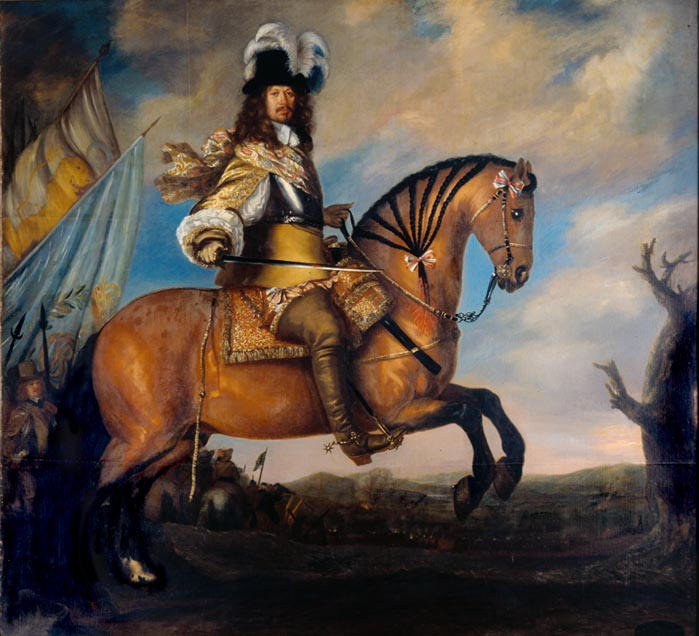
Carl Gustaf Wrangel (1652).
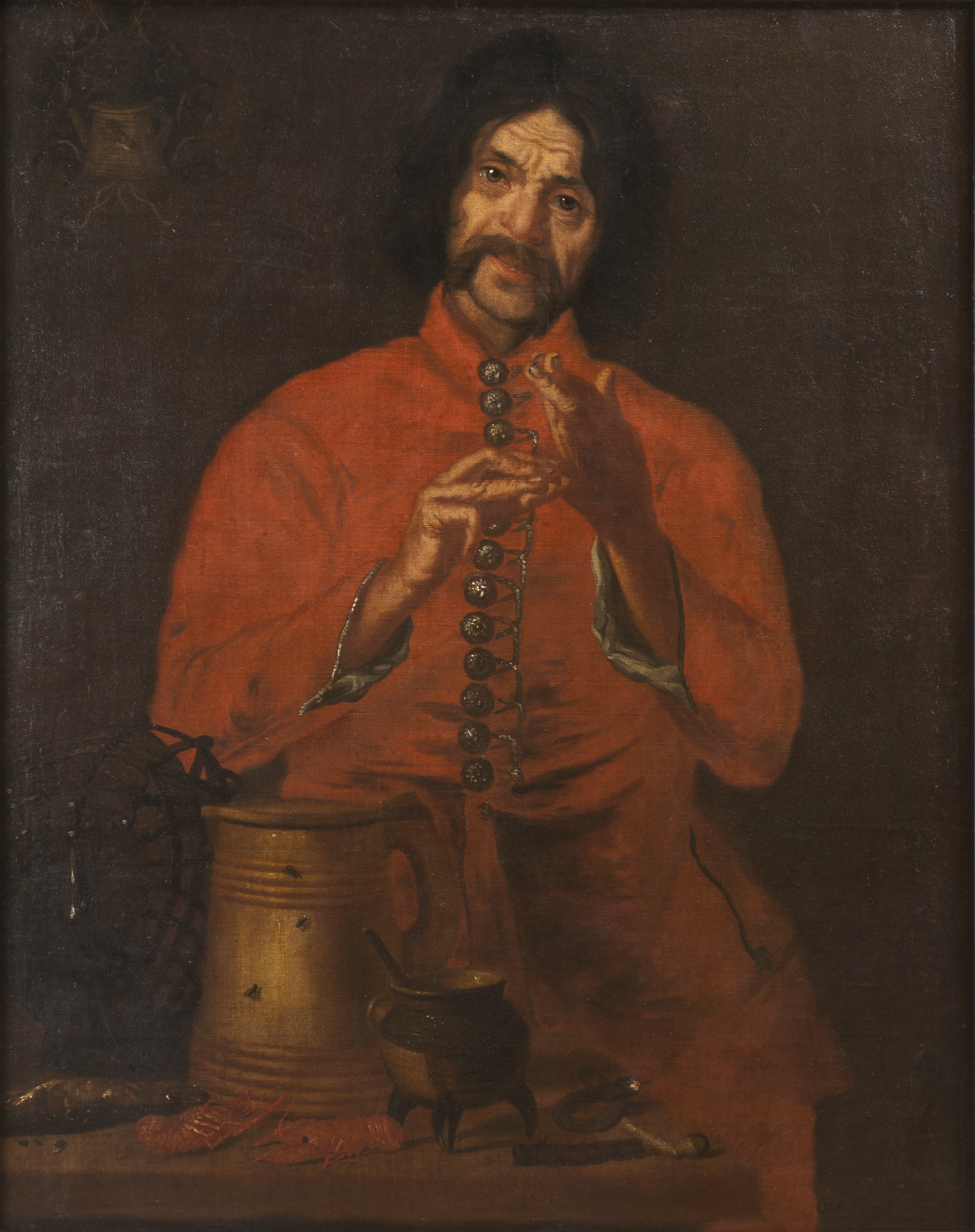
Hovnarren Hinric Hasenberger (1652).
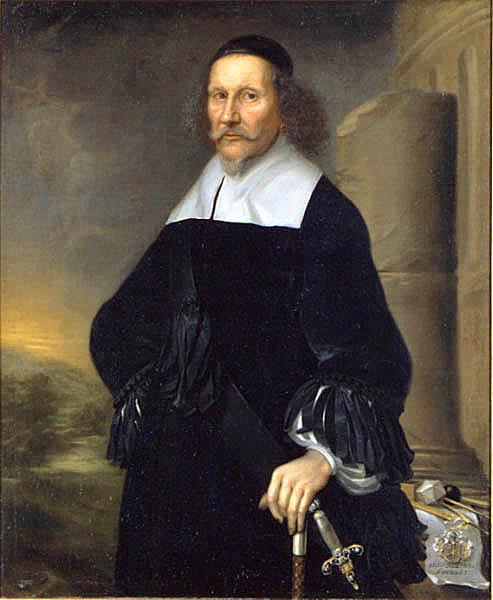
Georg Stiernhielm (1663).
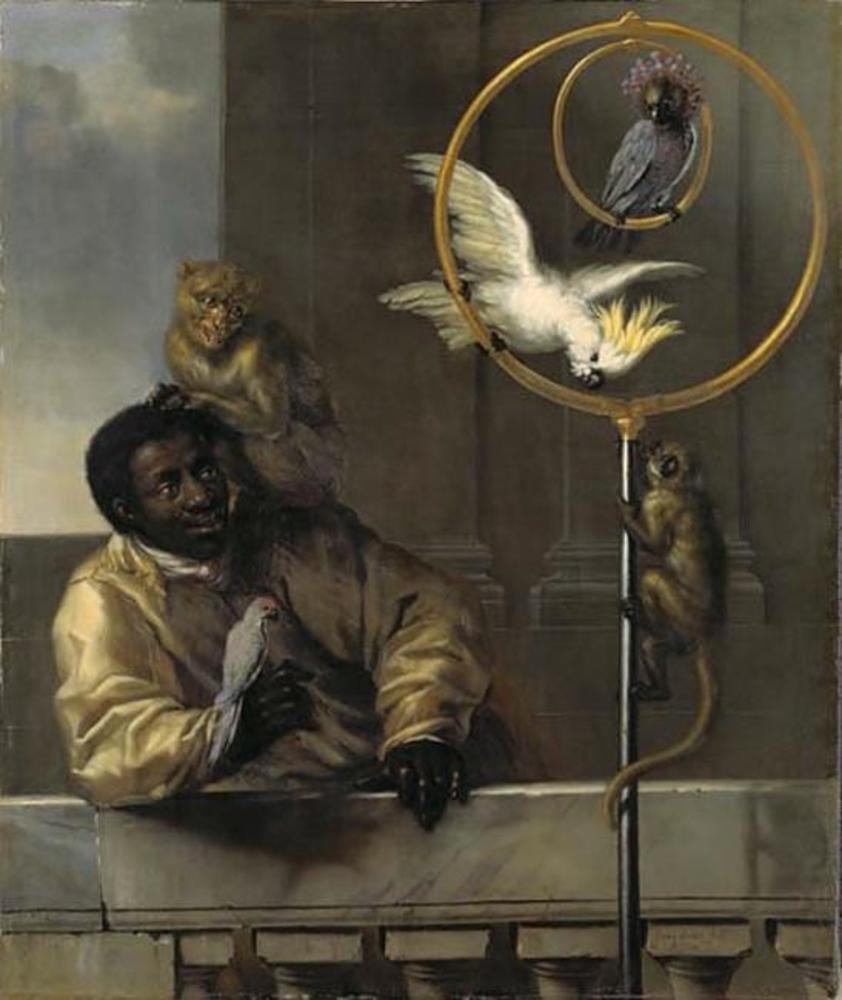
Pojke med papegojor och markattor (1670).
Abraham Reenstierna på färd med ren och ackja (1671).
Karl XI till häst (1672).
Stilleben med två orrtuppar mot en brädvägg (1672).
Björnjakt (1674).
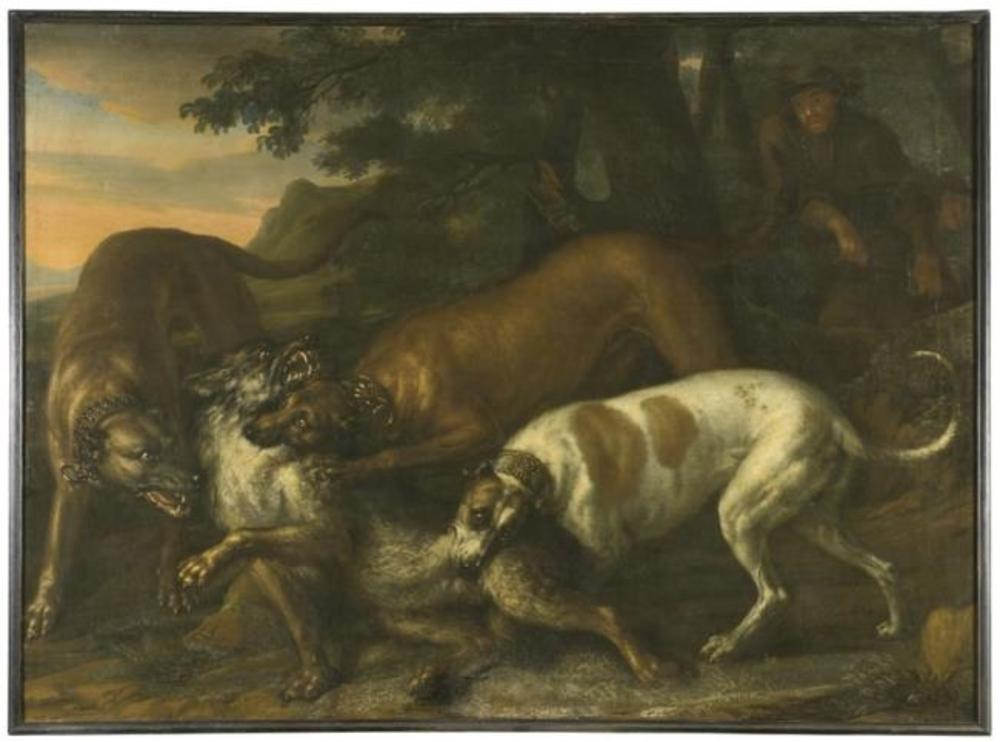
Vargjakt med Karl XI:s hundar (1674).
Bengt Horn (1675).
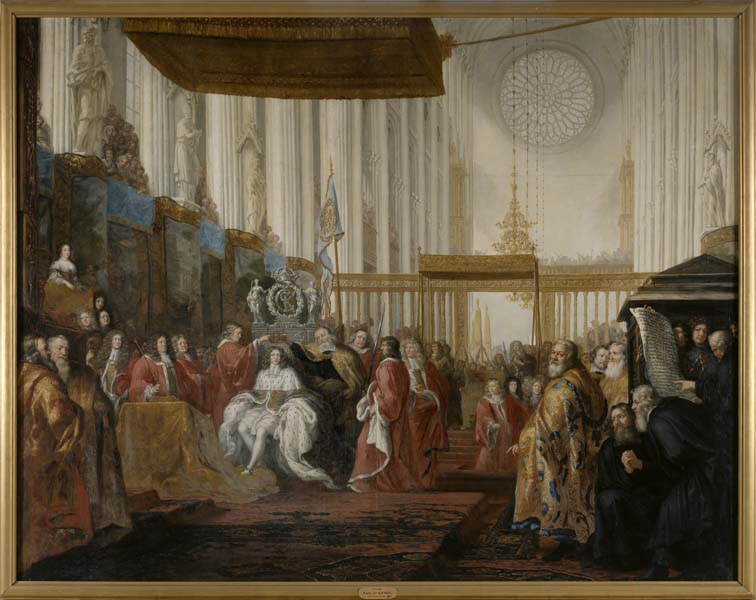
Karl XI:s kröning i Uppsala Domkyrka (1675).
Orrspel (1675).
Knut Kurck (1676).
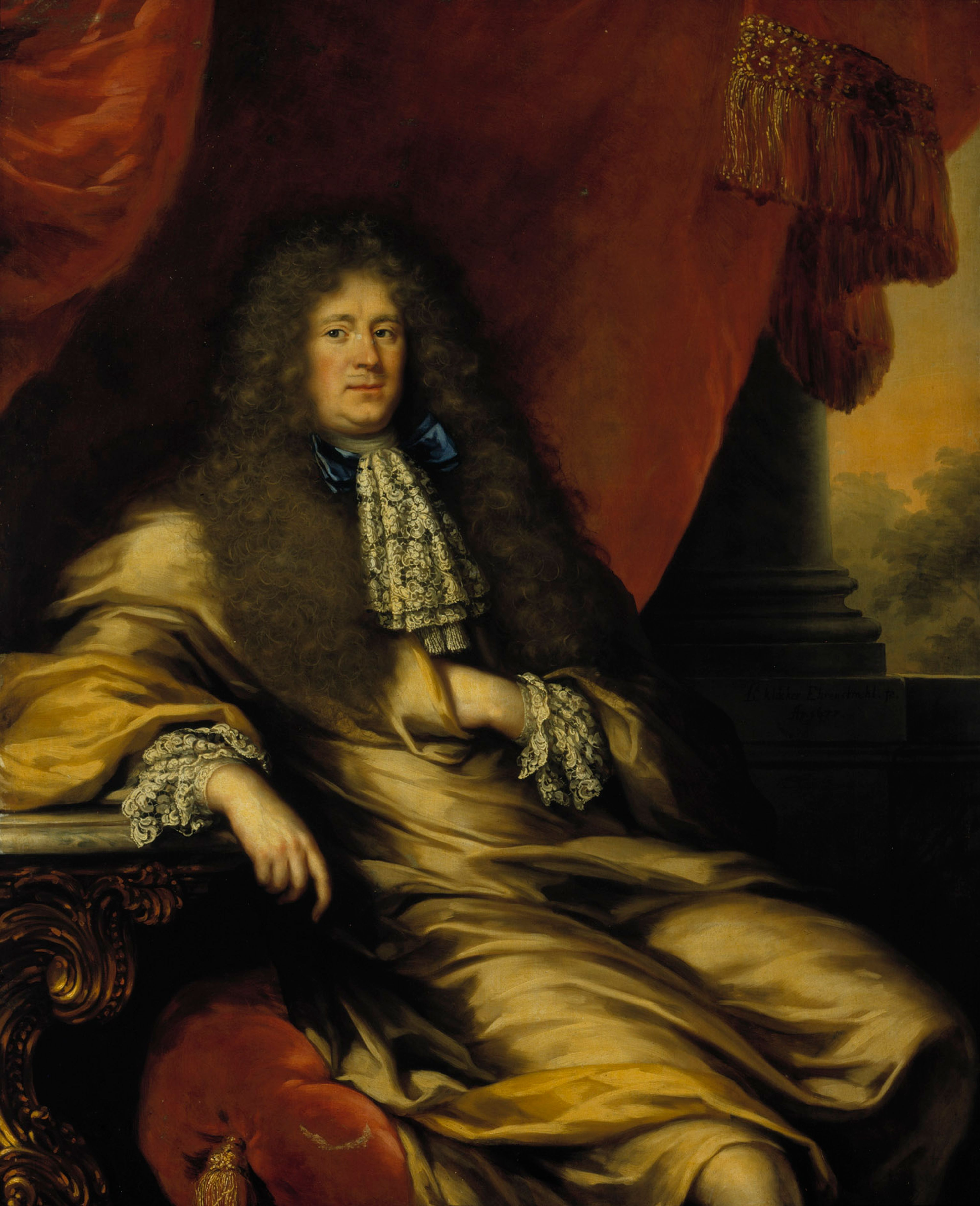
Johan Gabriel Stenbock (1677).
Axel Wachtmeister (1680).
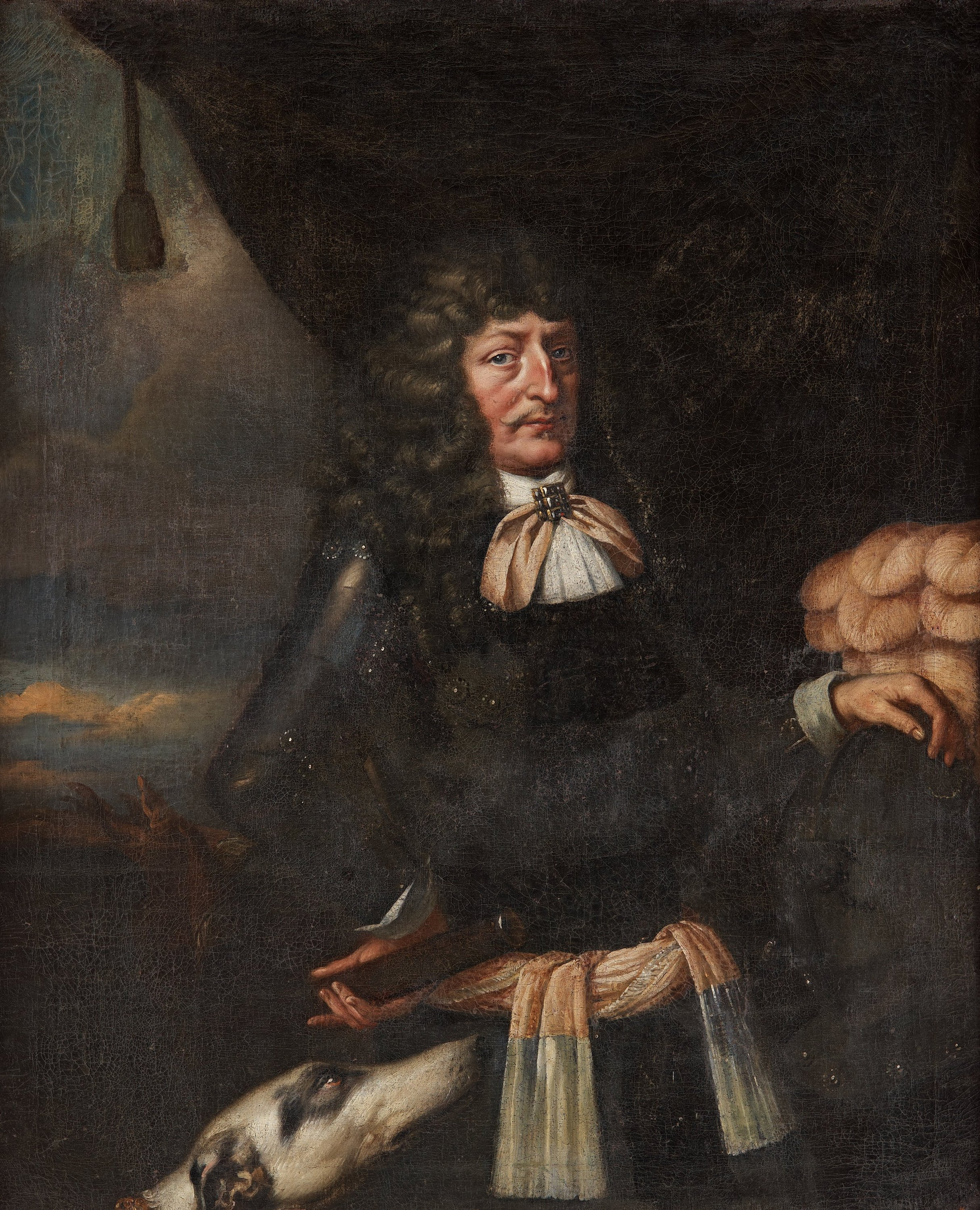
Fredrik Vilhelm I av Brandenburg (1680).
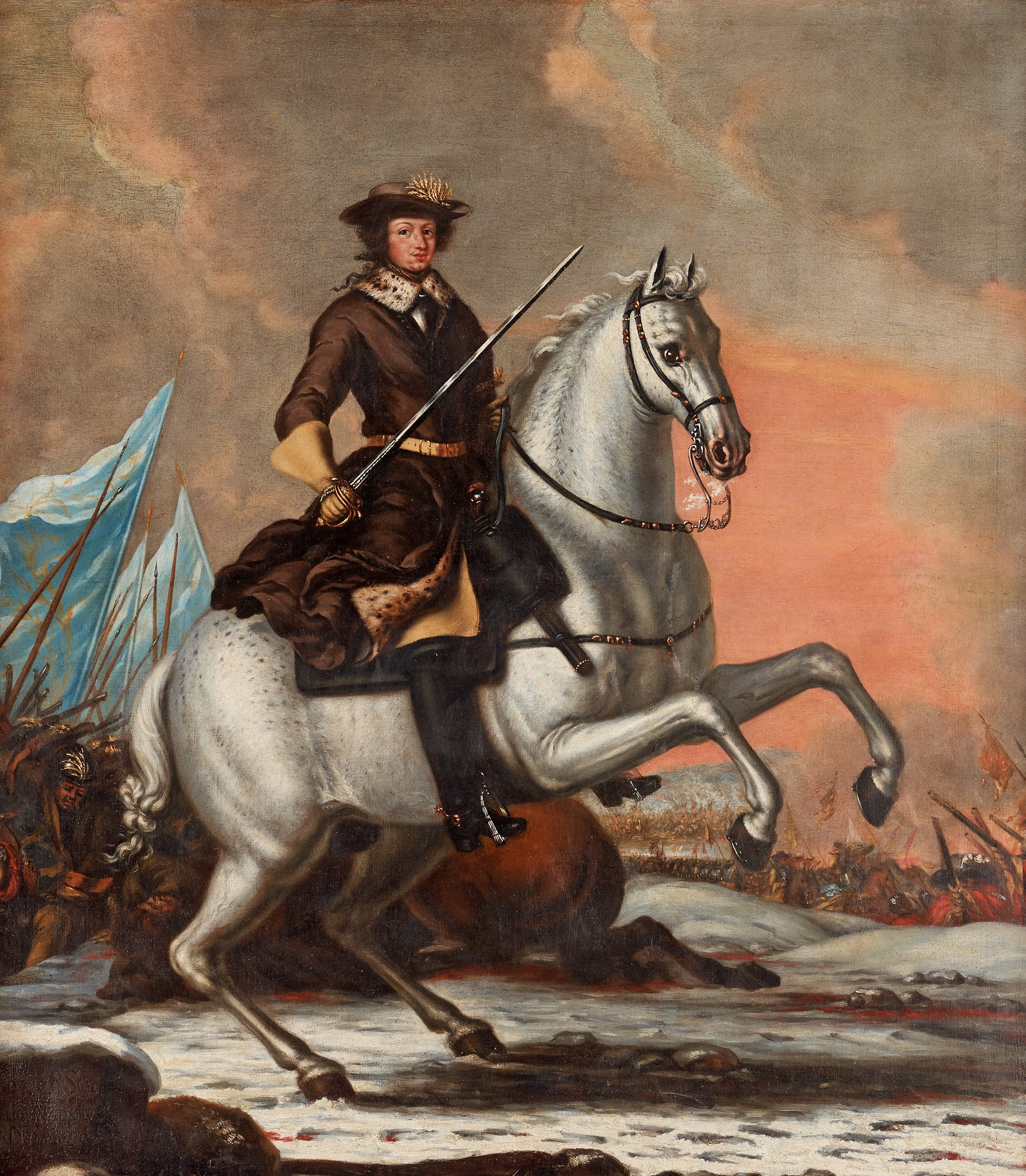
Karl XI i slaget vid Lund (1682).
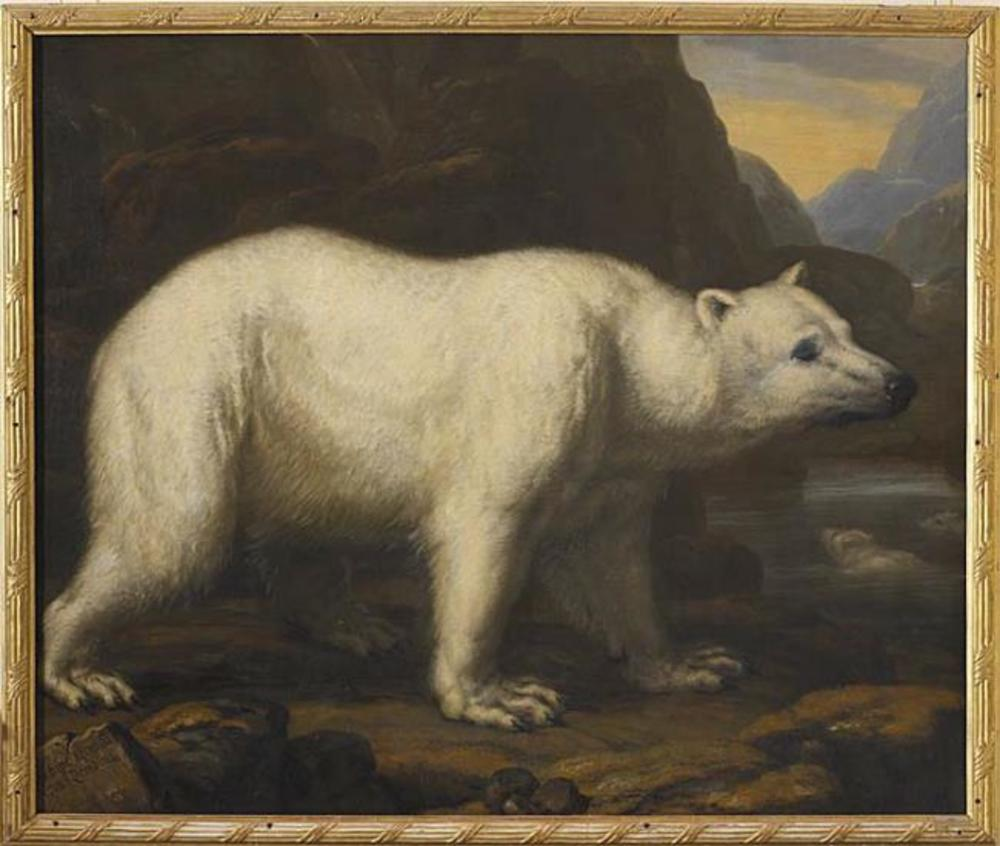
Isbjörn (1686).
Peder Olofsson (1686).
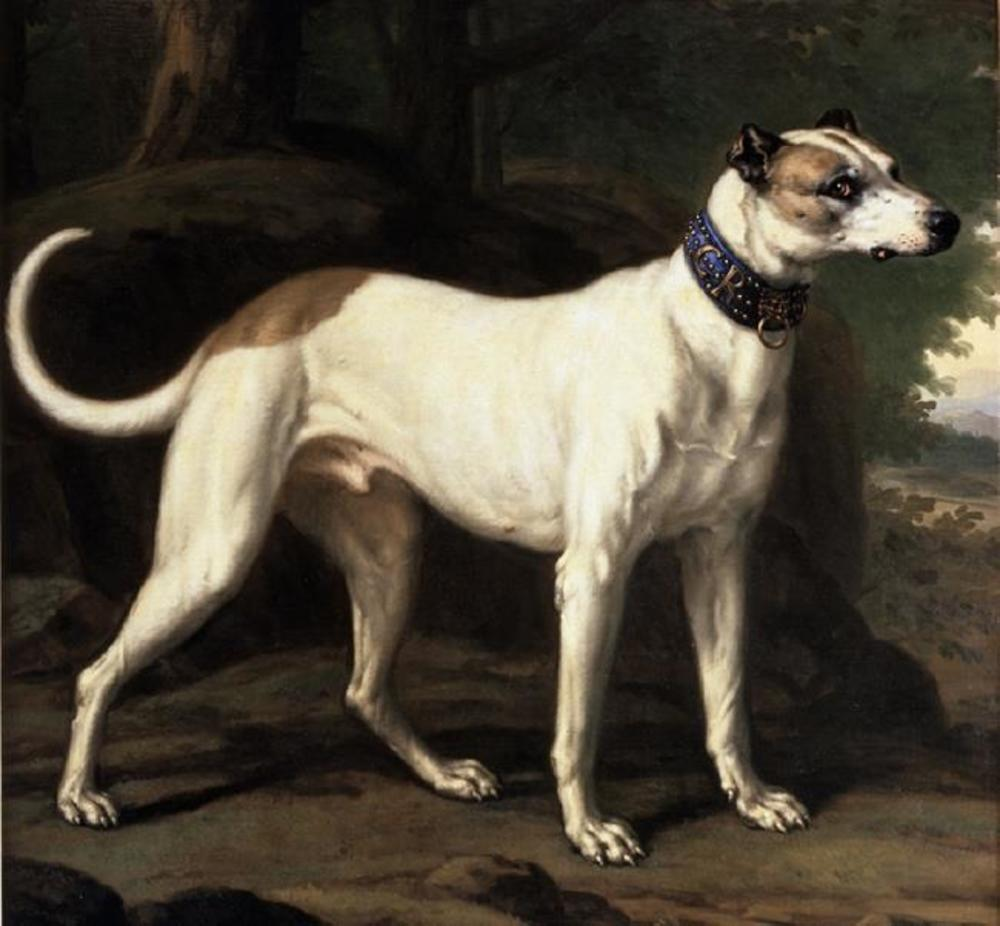
Turck, Karl XI:s hund (1686).
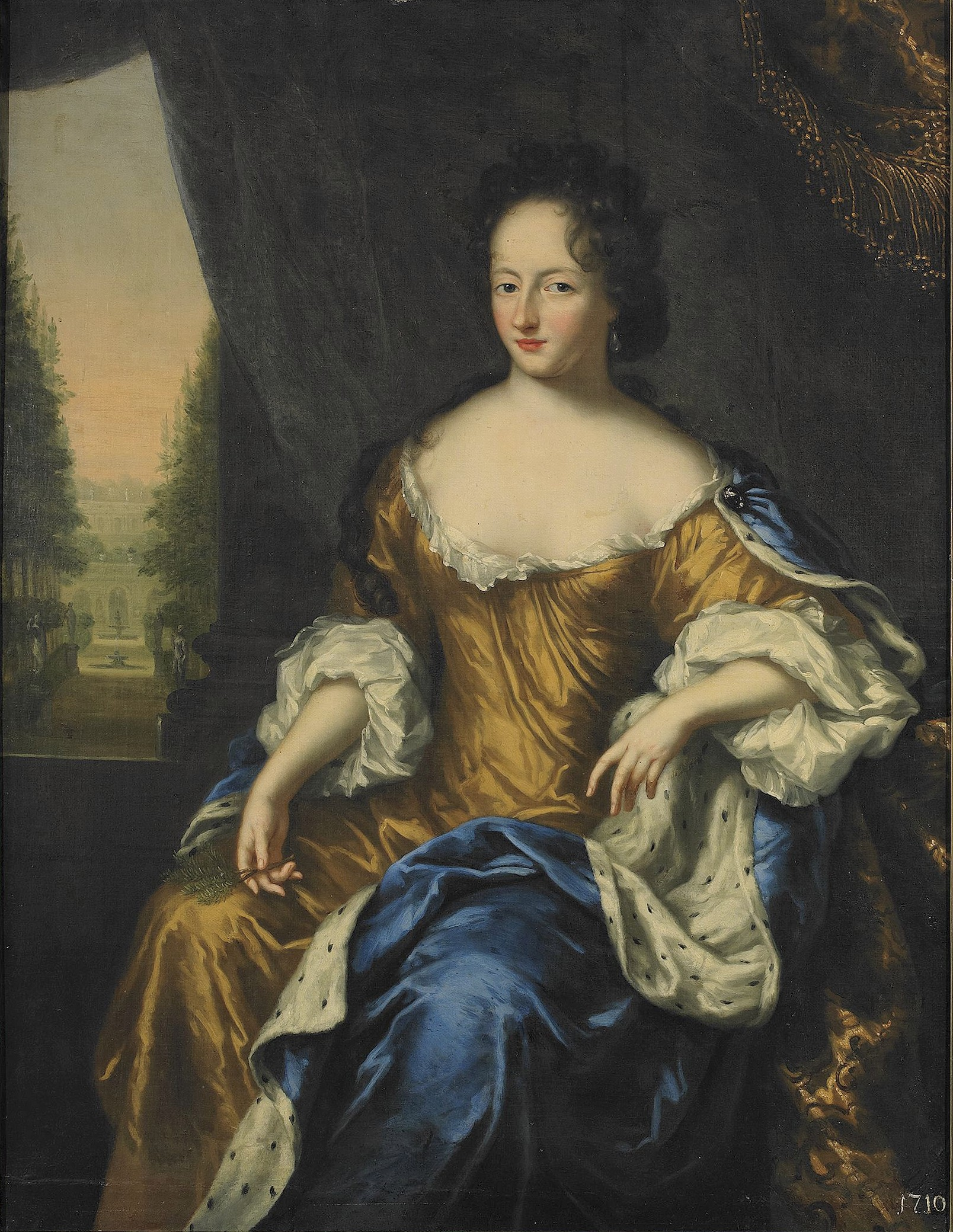
Ulrika Eleonora av Danmark (1686).
Prins Fredrik och Prins Karl Gustav (1687).
Johan Henrik Voigt (1687).
Jean-Baptiste Tavernier (1688).
Axel Stålarm (1690).
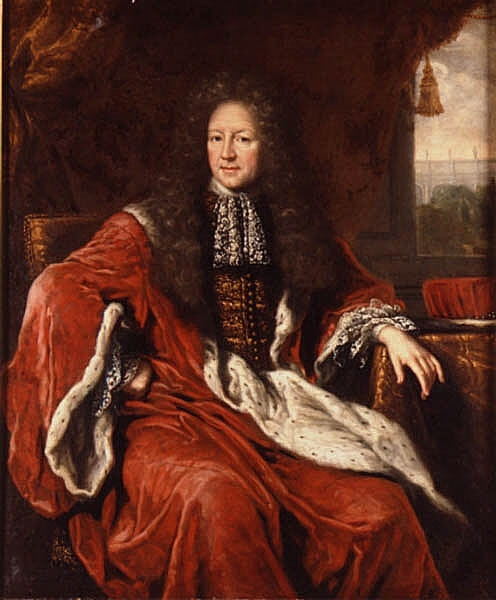
Bengt Oxenstierna (1690).
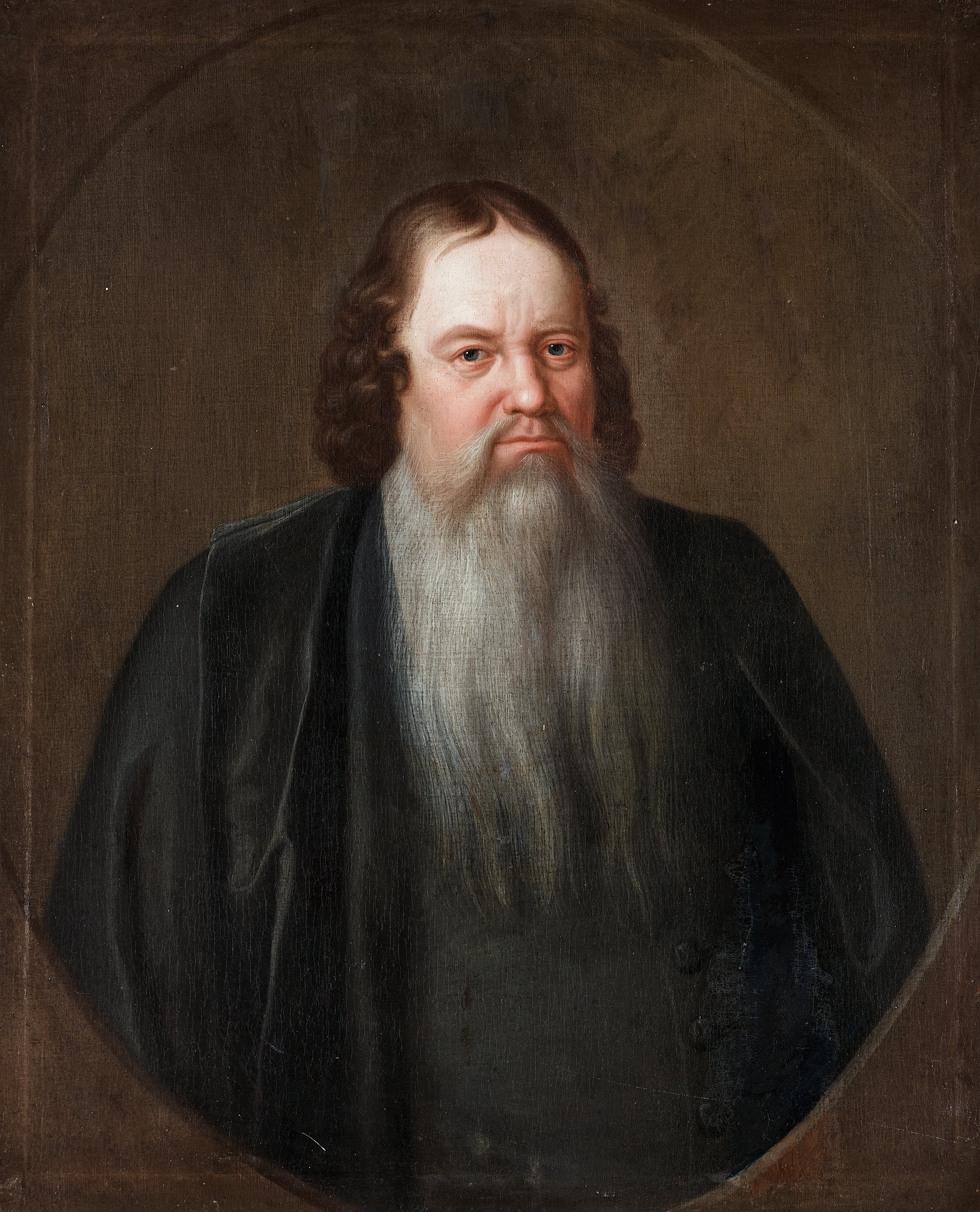
Carolus Carlsson (1690).
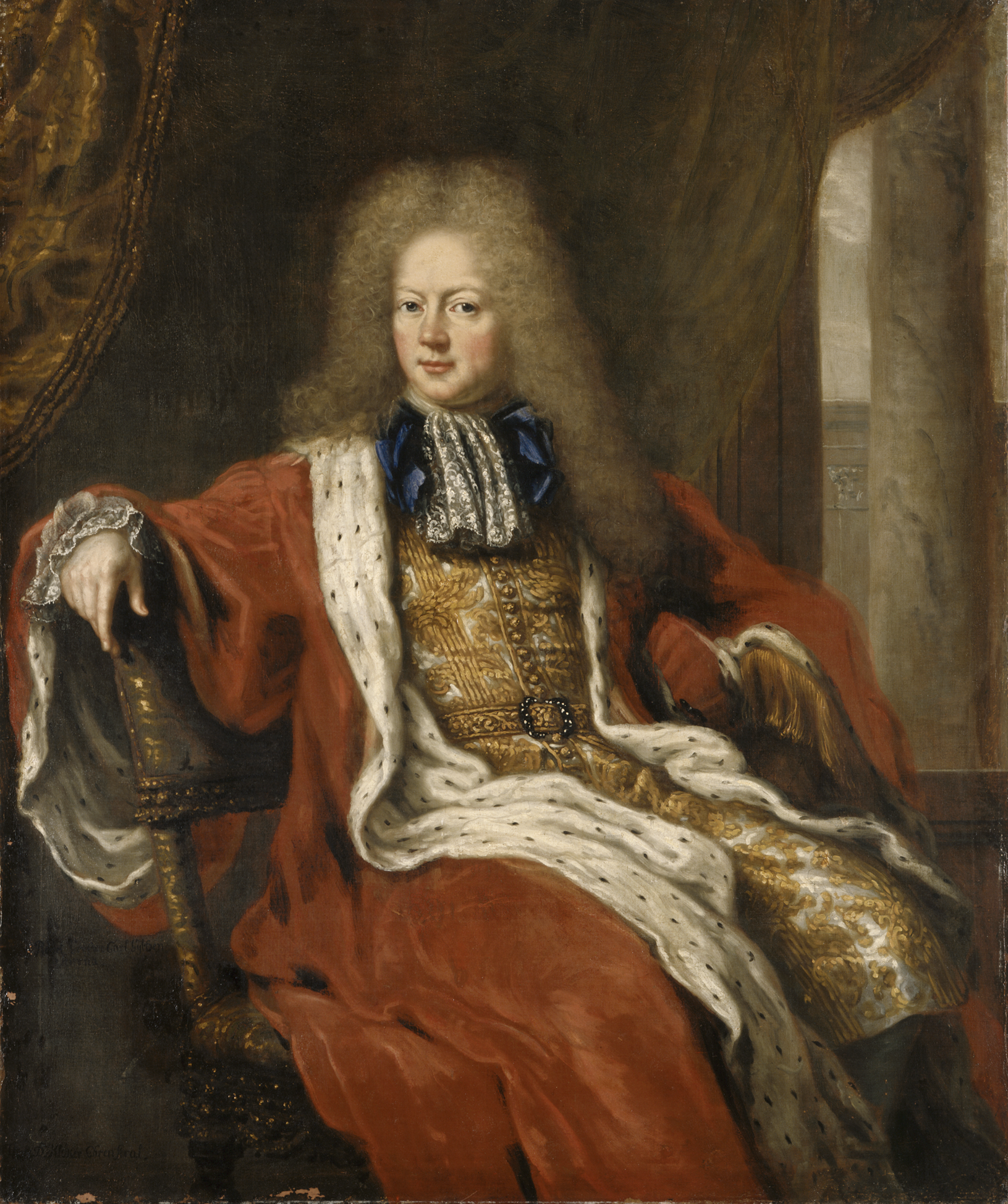
Carl Gyllenstierna (1690).
Erik Lindschöld (1690).
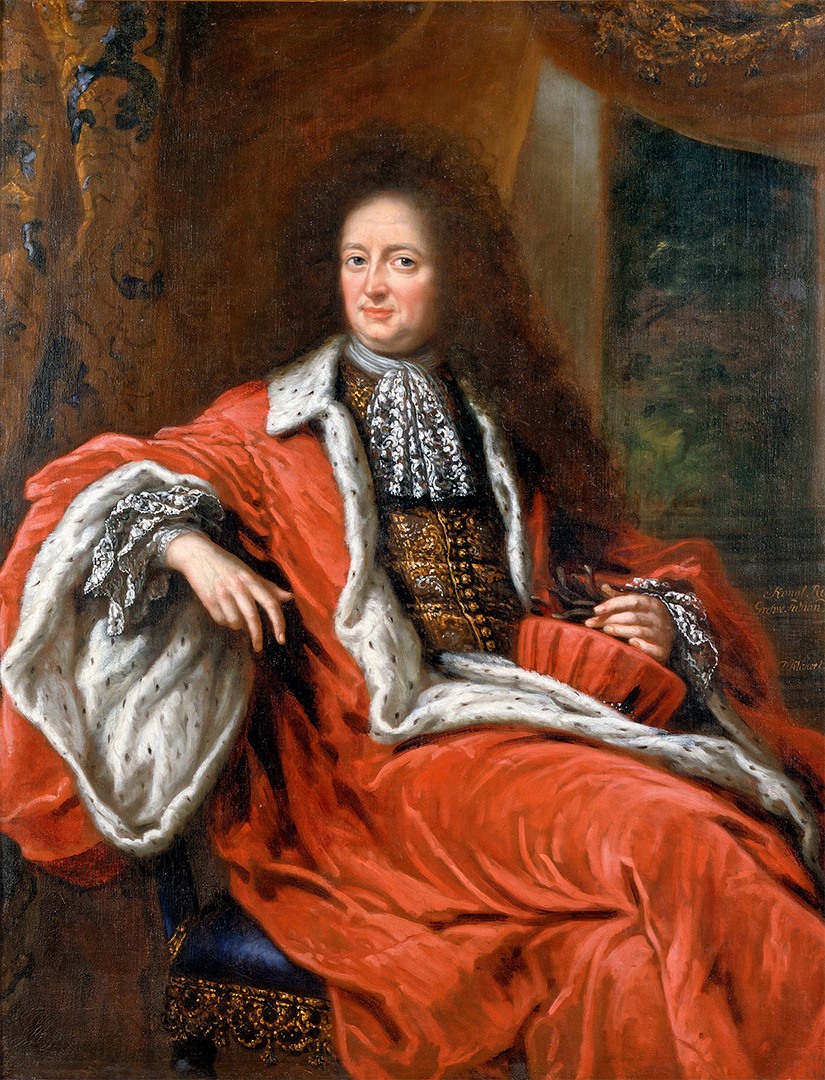
Fabian Wrede (1641–1712) (1690).
Fredrik IV av Holstein-Gottorp (1690).
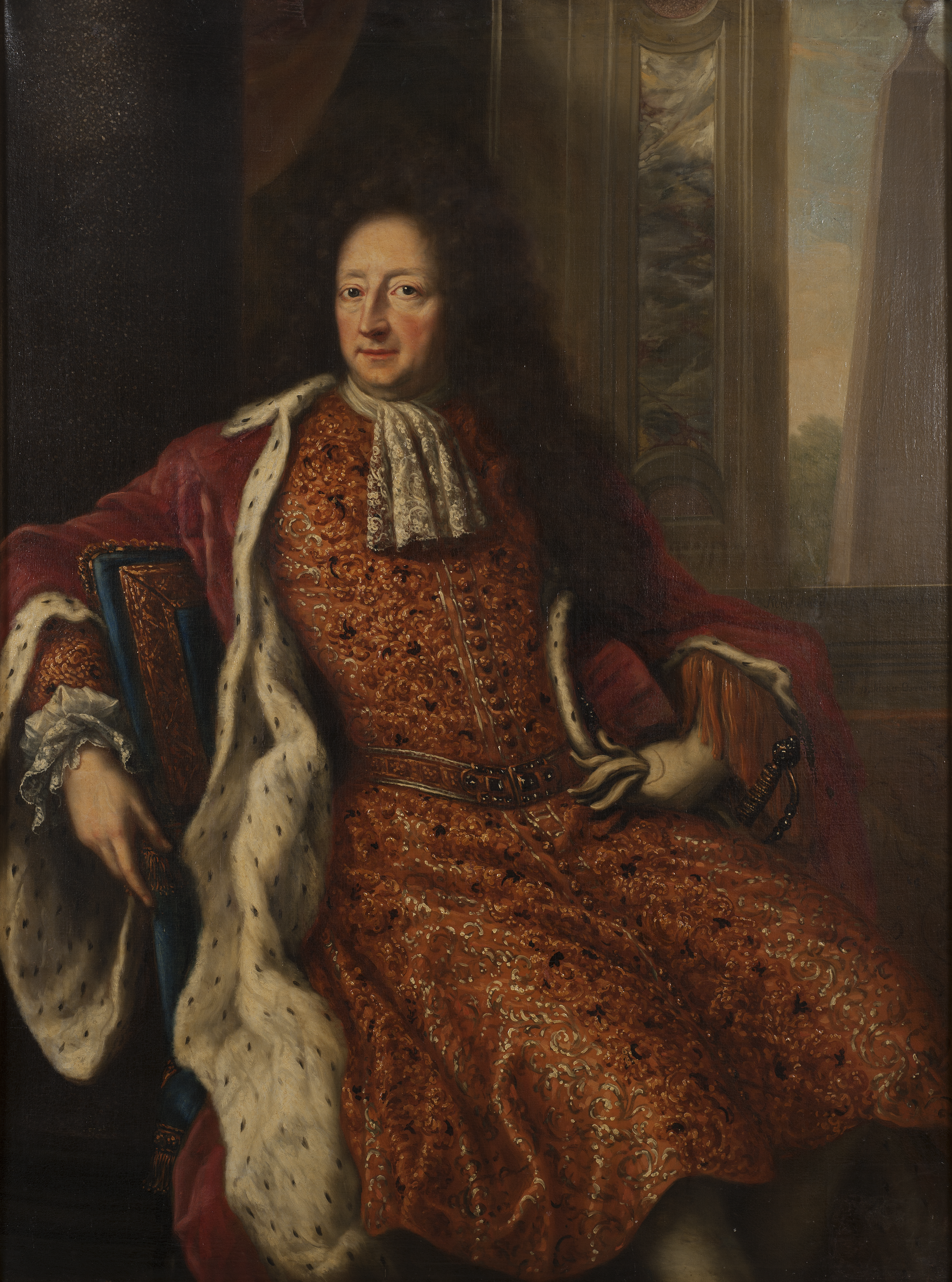
Hans Wachtmeister (1690).
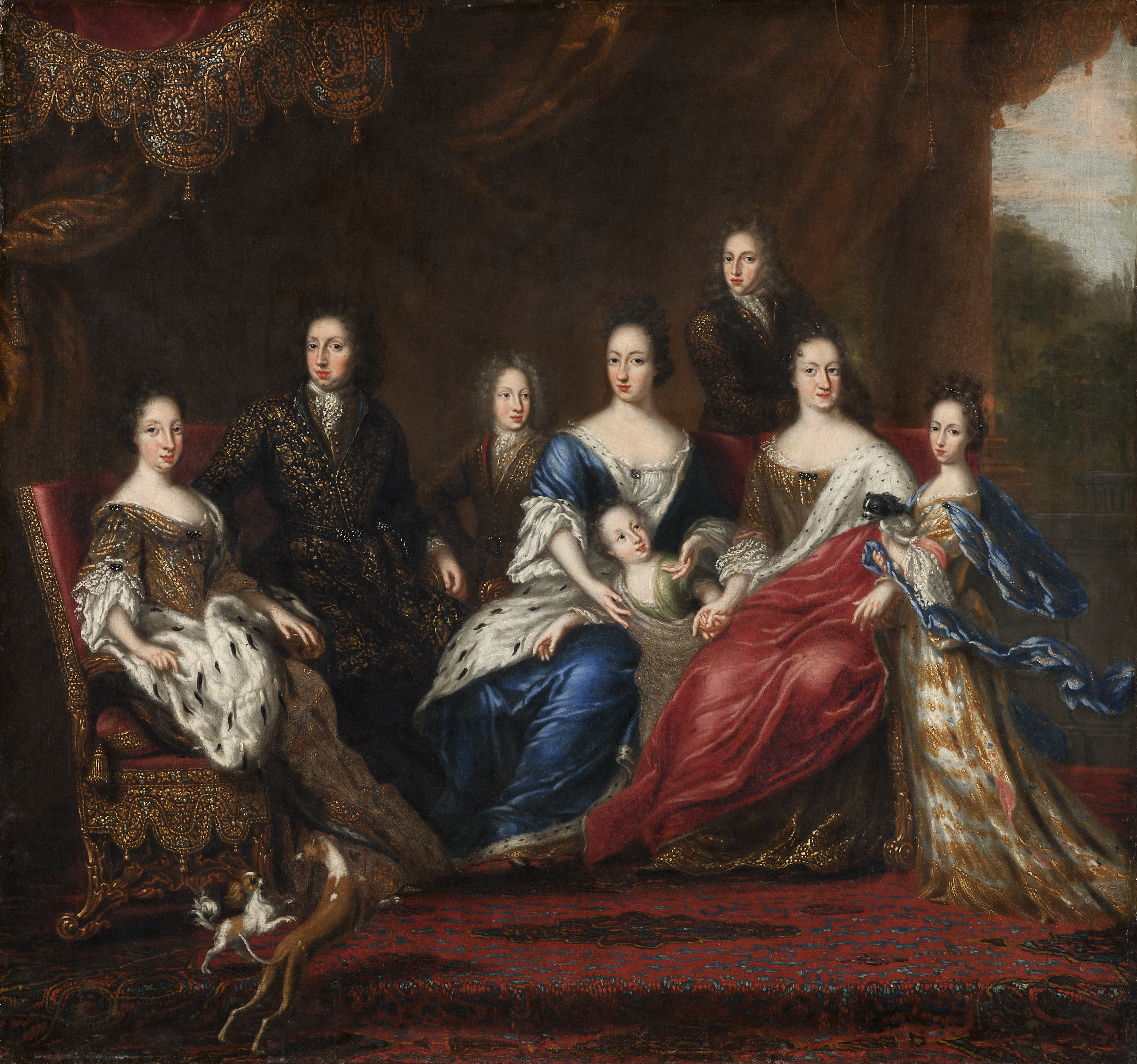
Sveriges kungafamilj (1690).
Missbildad hund (1690).
Två sköldpaddor (1690).
Nils Gyldestolpe (1691).
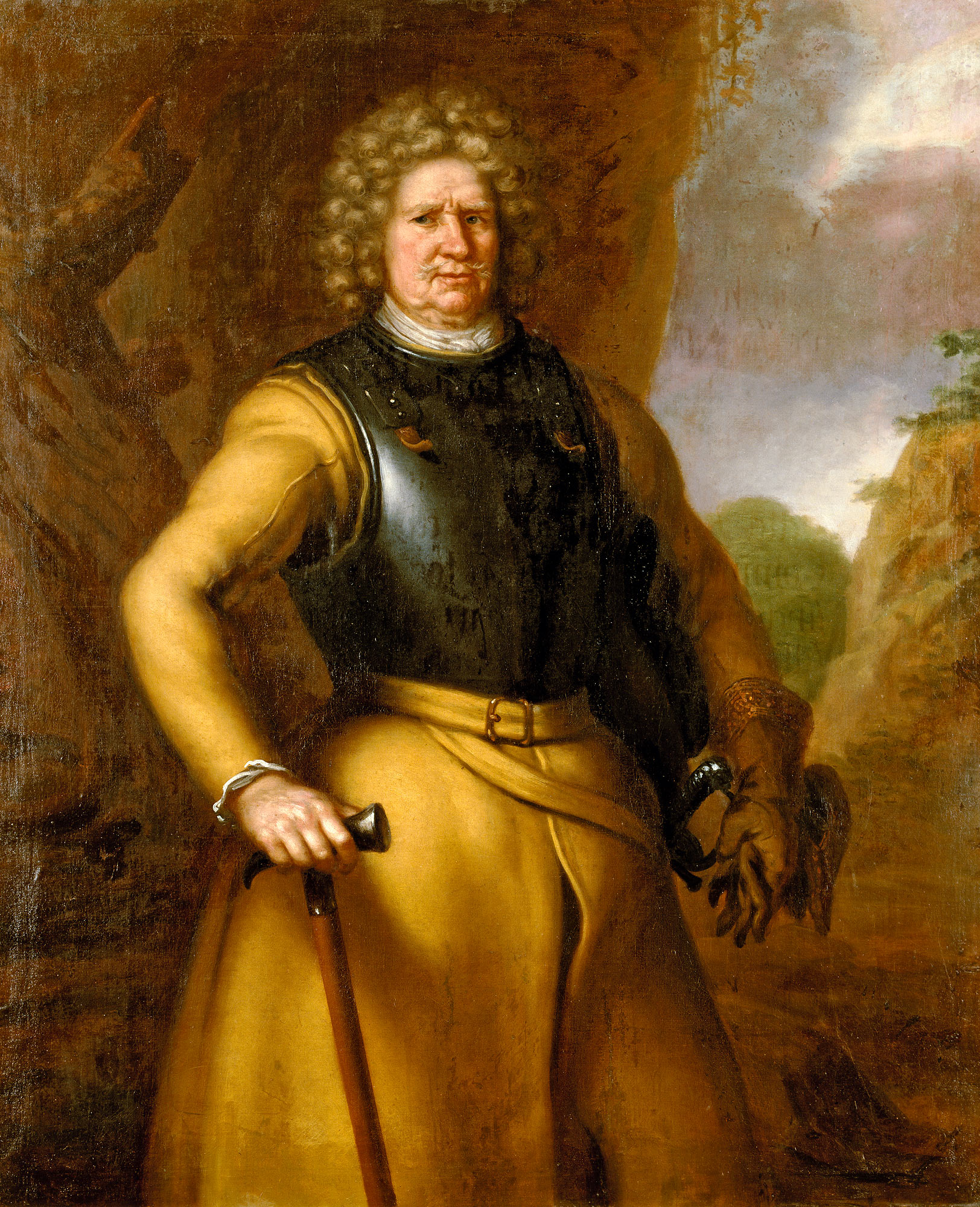
Per Stålhammar (1692).
Andreas Nordenhielm (1693).
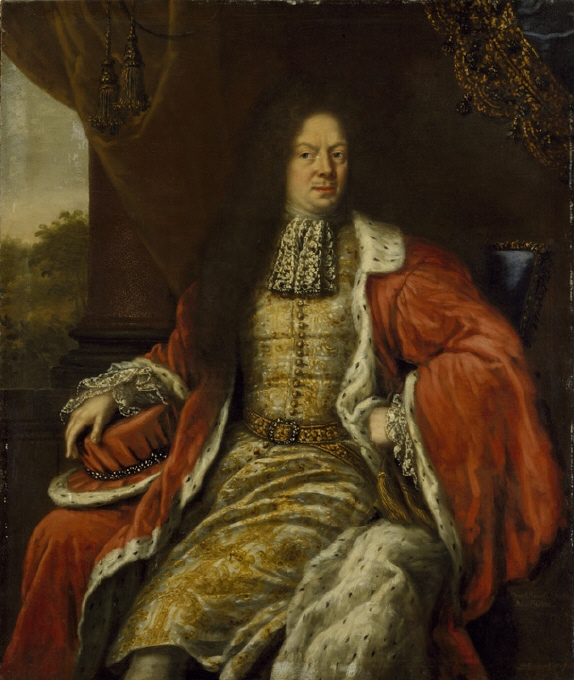
Nils Bielke (1695).
Vit ekorre i landskap (1696).
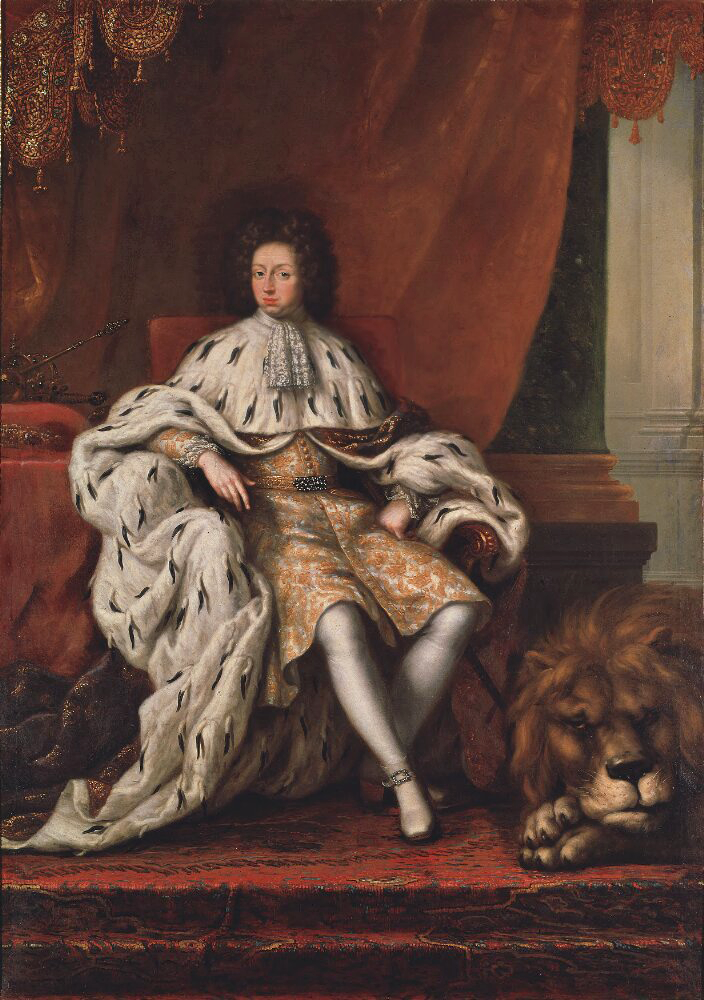
Karl XI (1697).
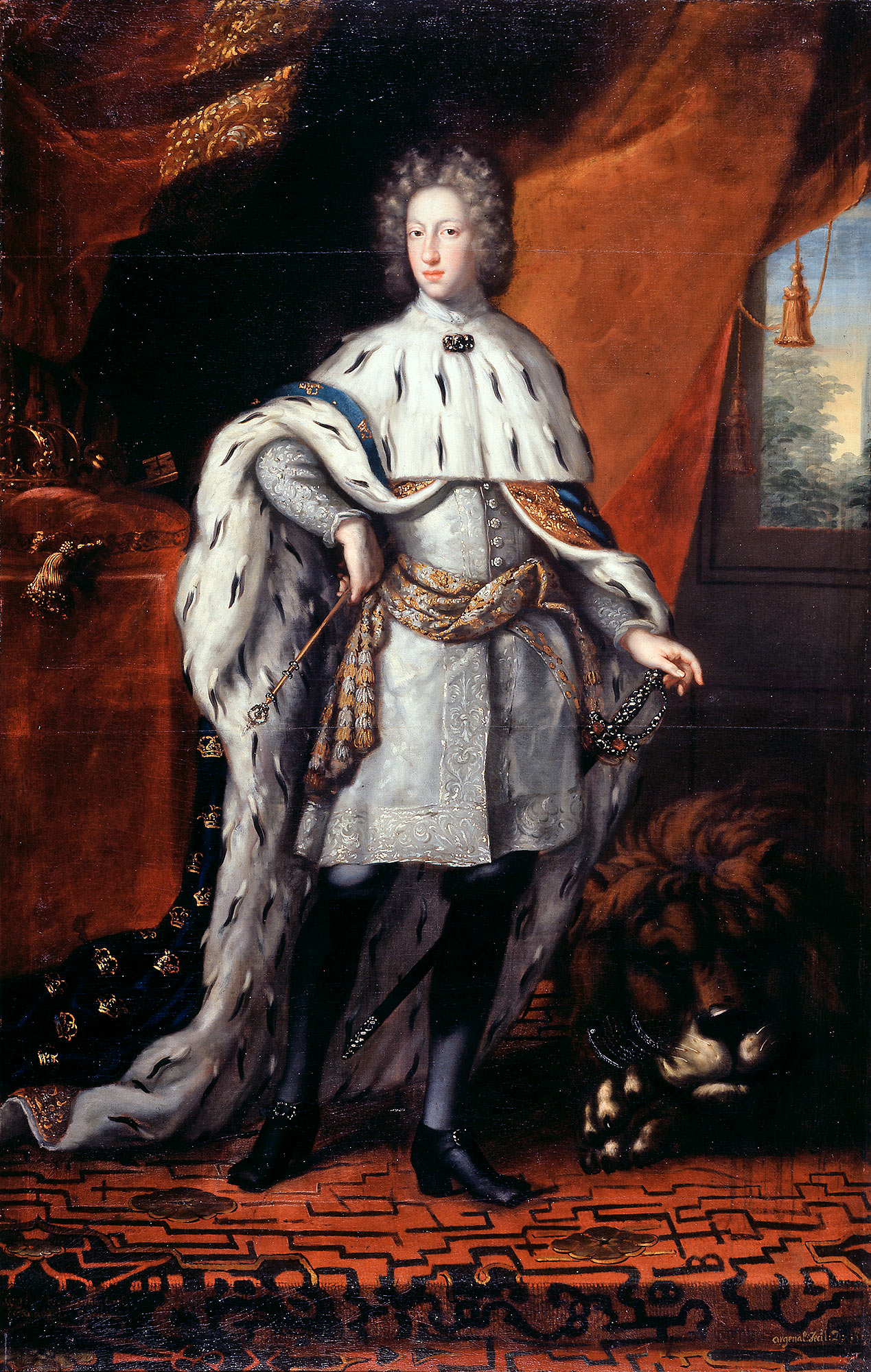
Karl XII (1697).

### Utan årtal

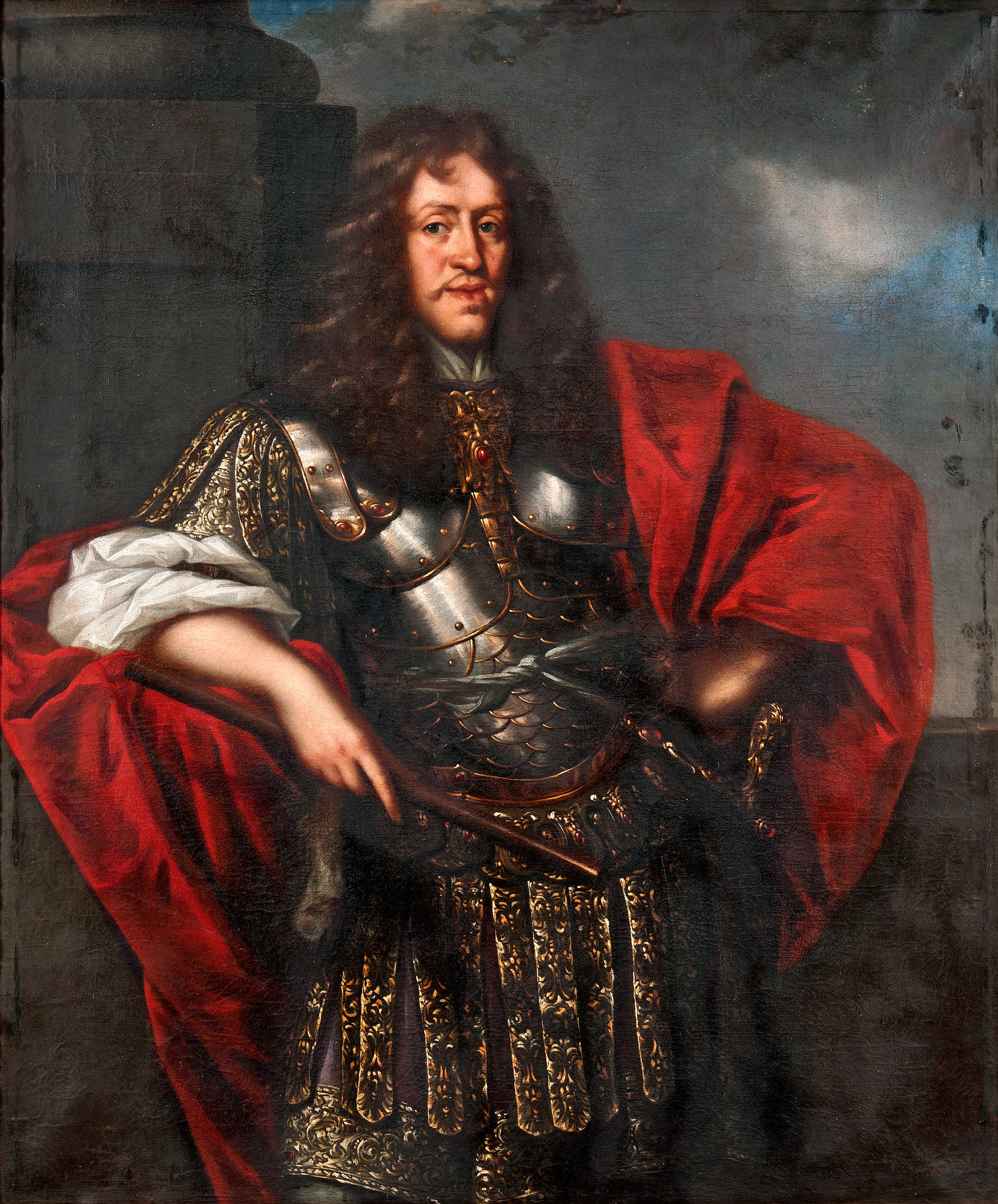
Adolf Johan av Pfalz-Zweibrücken.
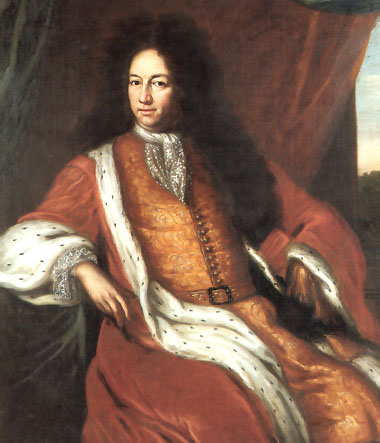
Carl Piper.
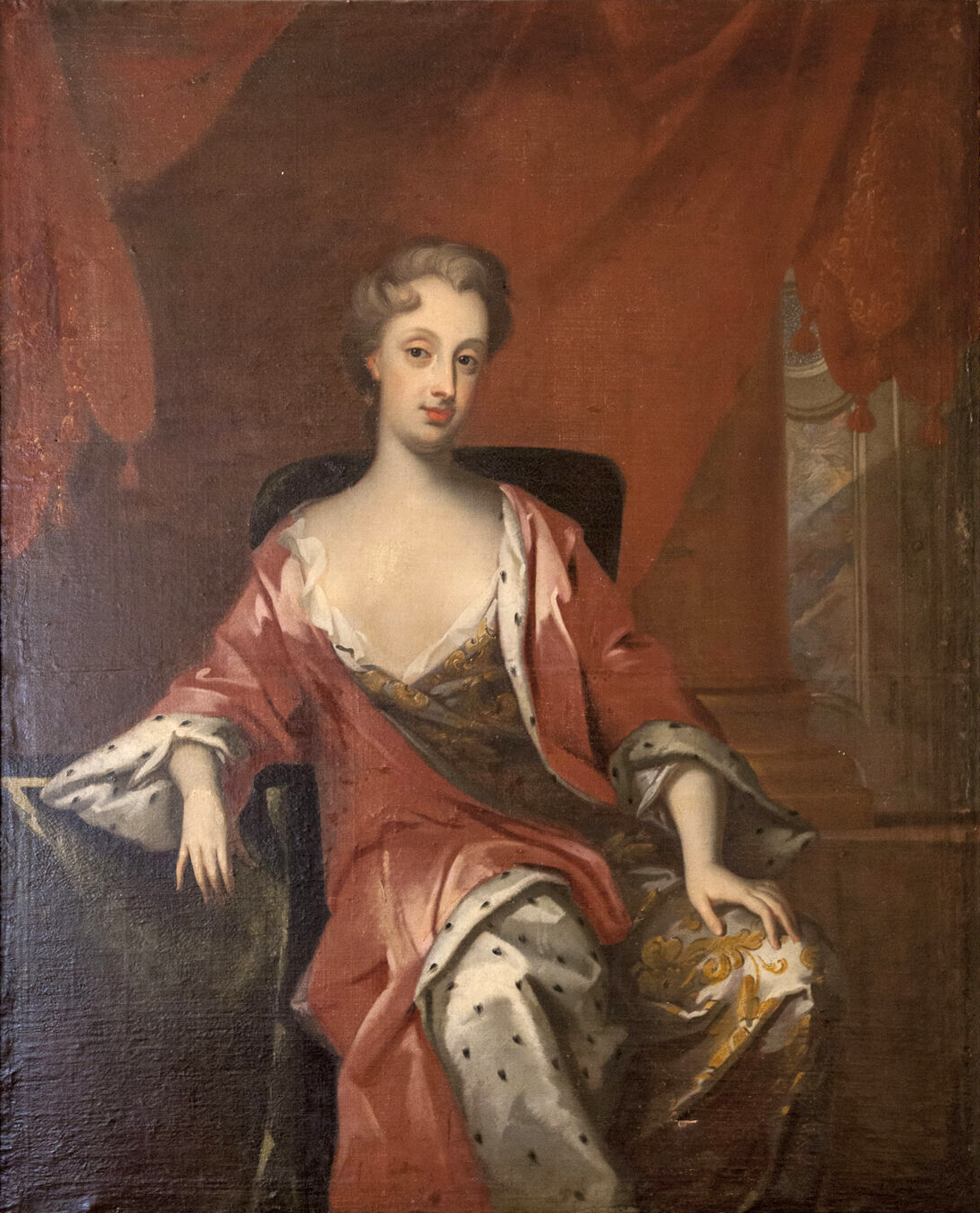
Christina Piper.
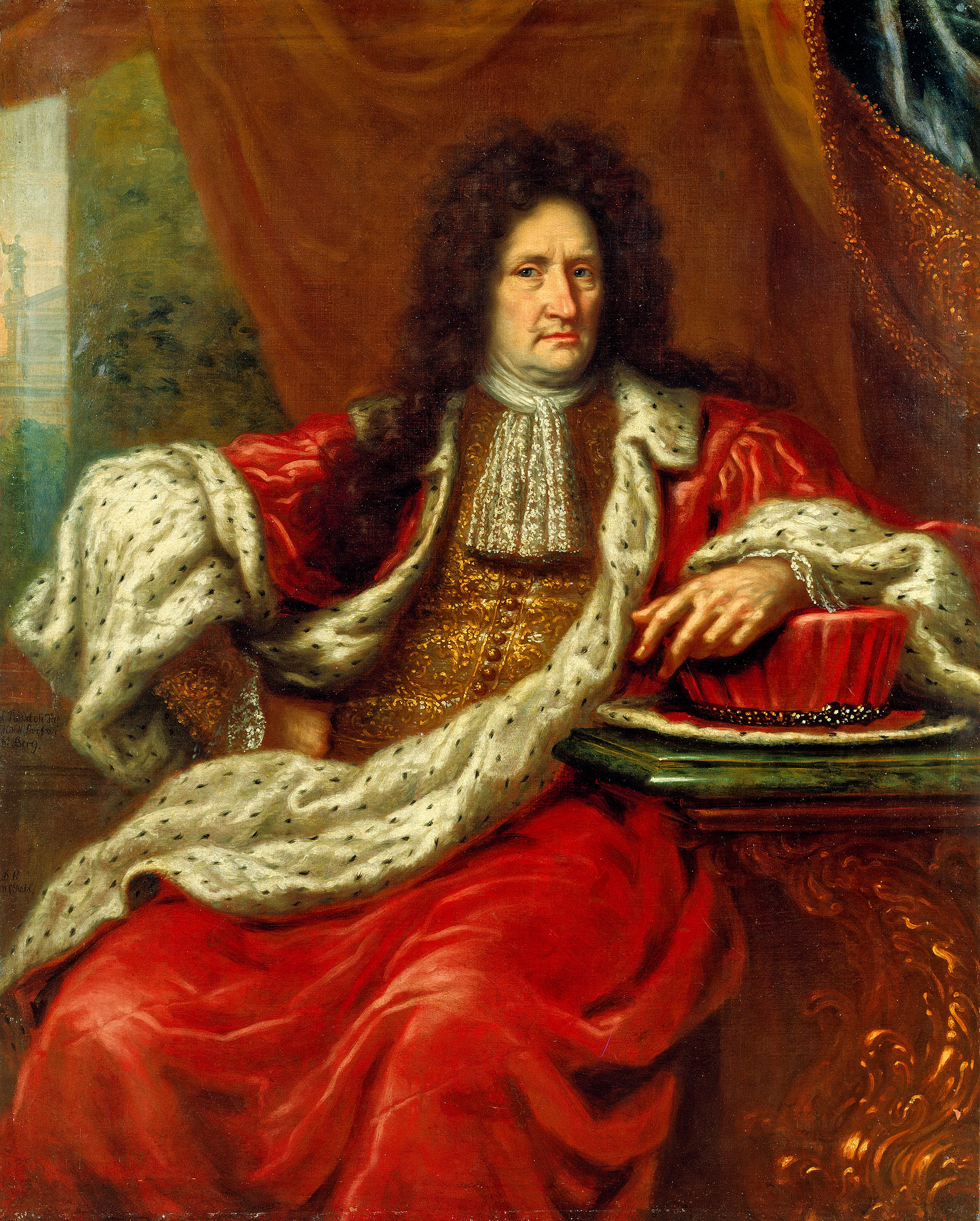
Erik Dahlbergh.
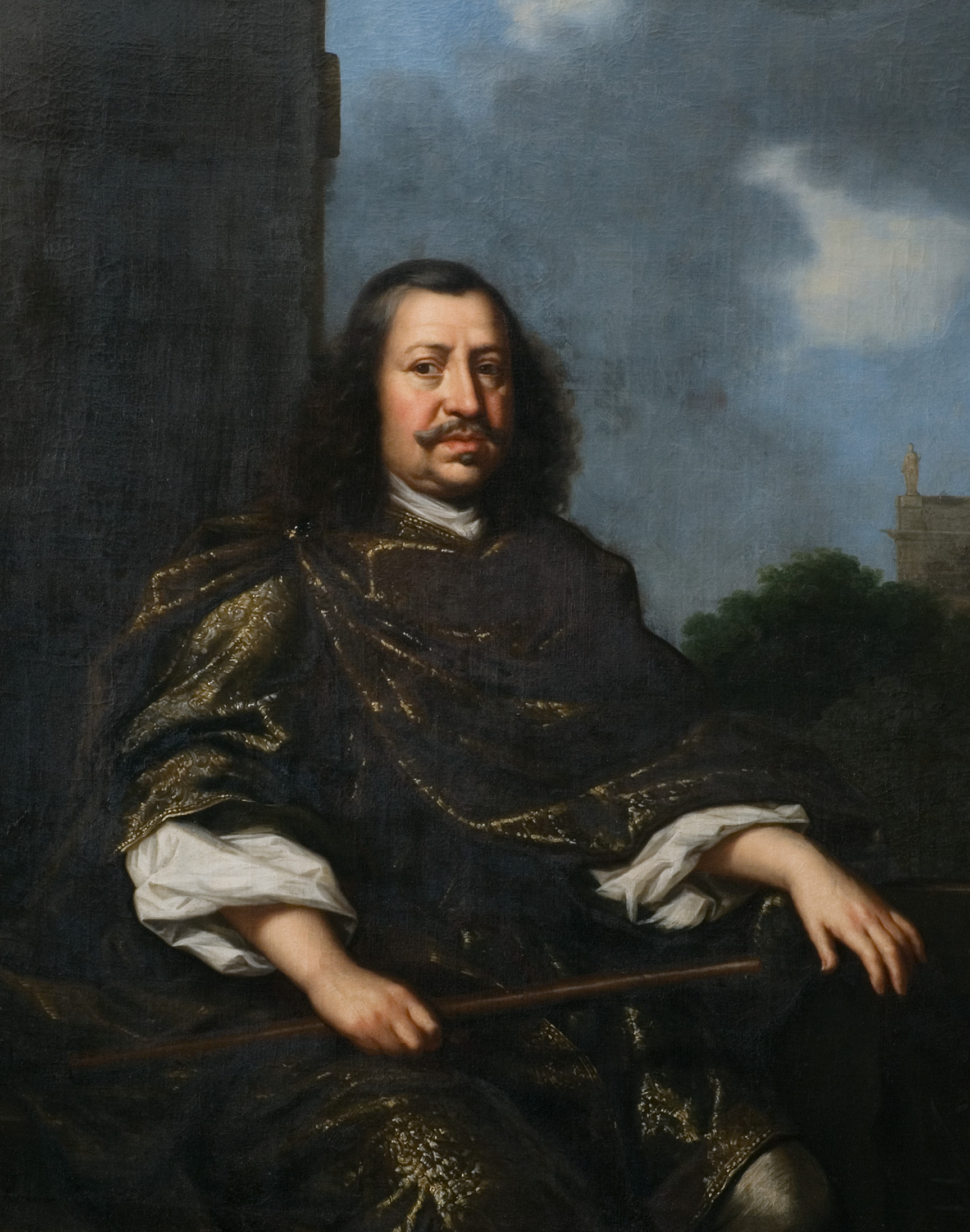
Fredrik III av Holstein-Gottorp.
Fredrika Amalia av Danmark.
Fåfängt arbete.
Gustav Adolf av Mecklenburg-Güstrow och Magdalena Sibylla av Holstein-Gottorp.
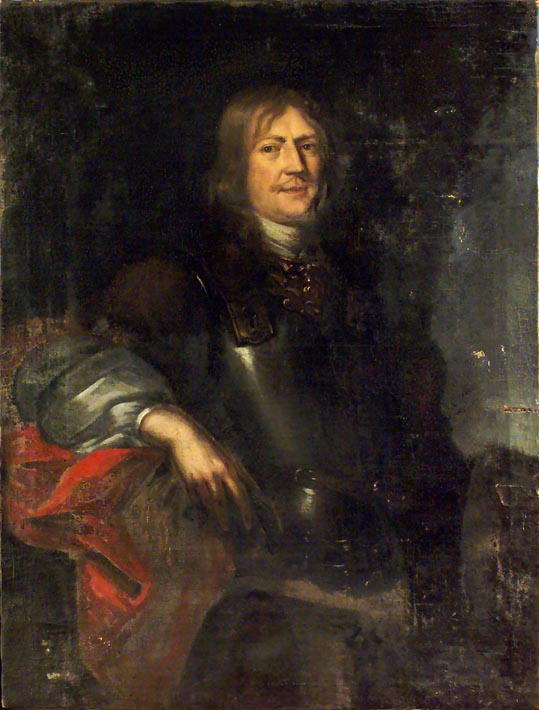
Gustaf Otto Stenbock.
Gustaf Soop.
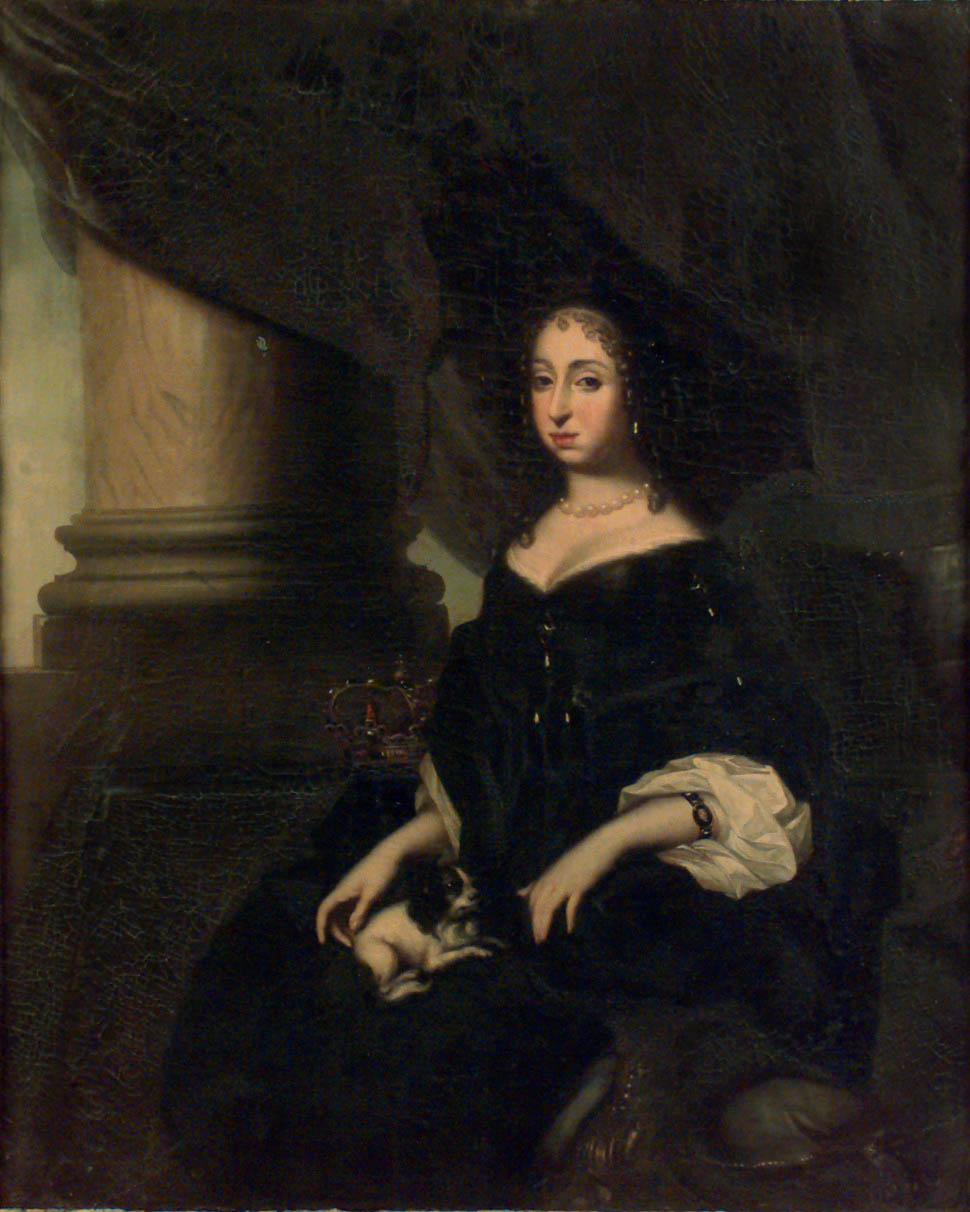
Hedvig Eleonora av Holstein-Gottorp.
Hedvig Sofia av Sverige.
Hunden Courtisane.
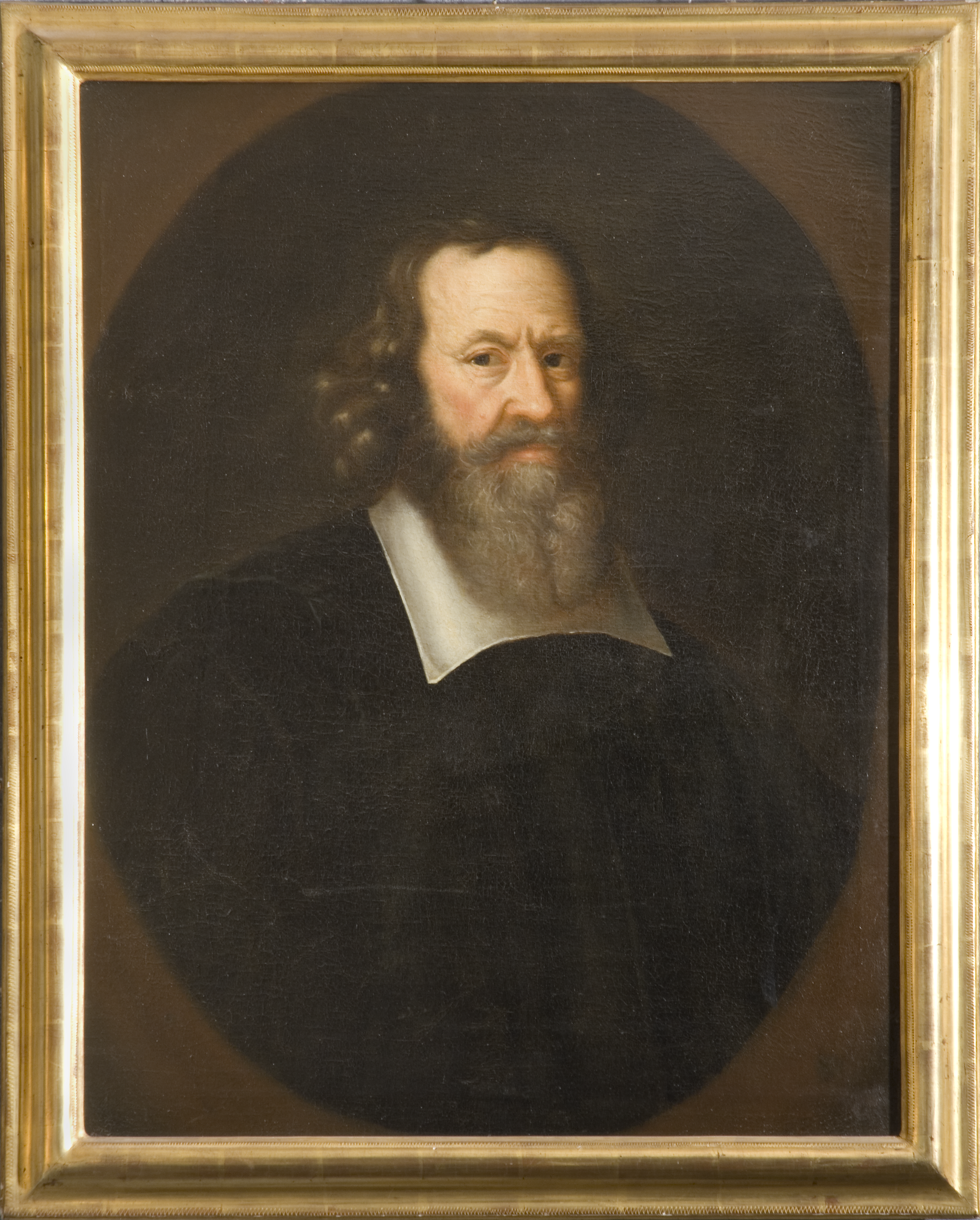
Johannes Elai Terserus.
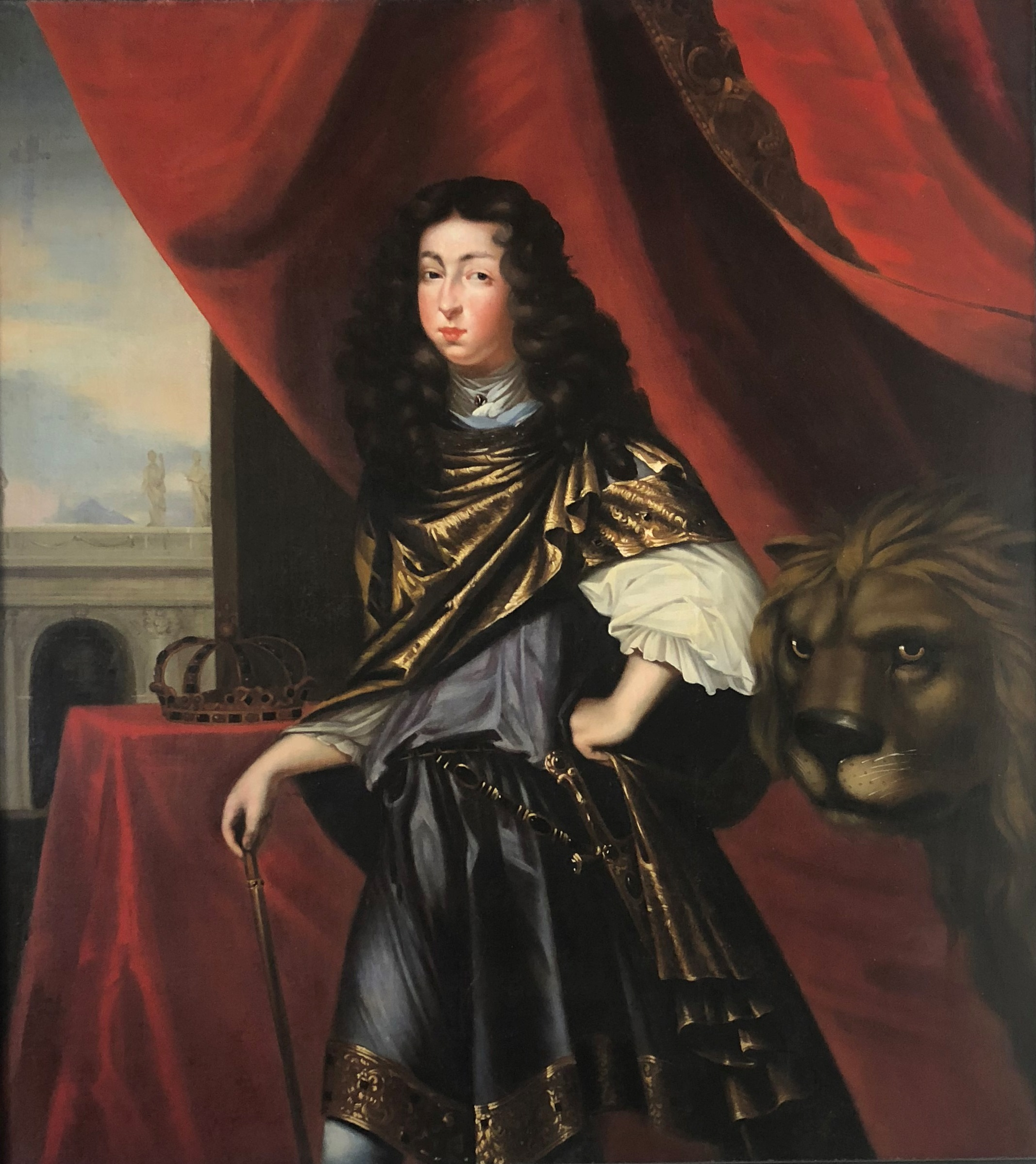
Karl XI som ung.
Ludvig VI av Hessen-Darmstadt.
Karl X Gustav.
Karl XI till häst.
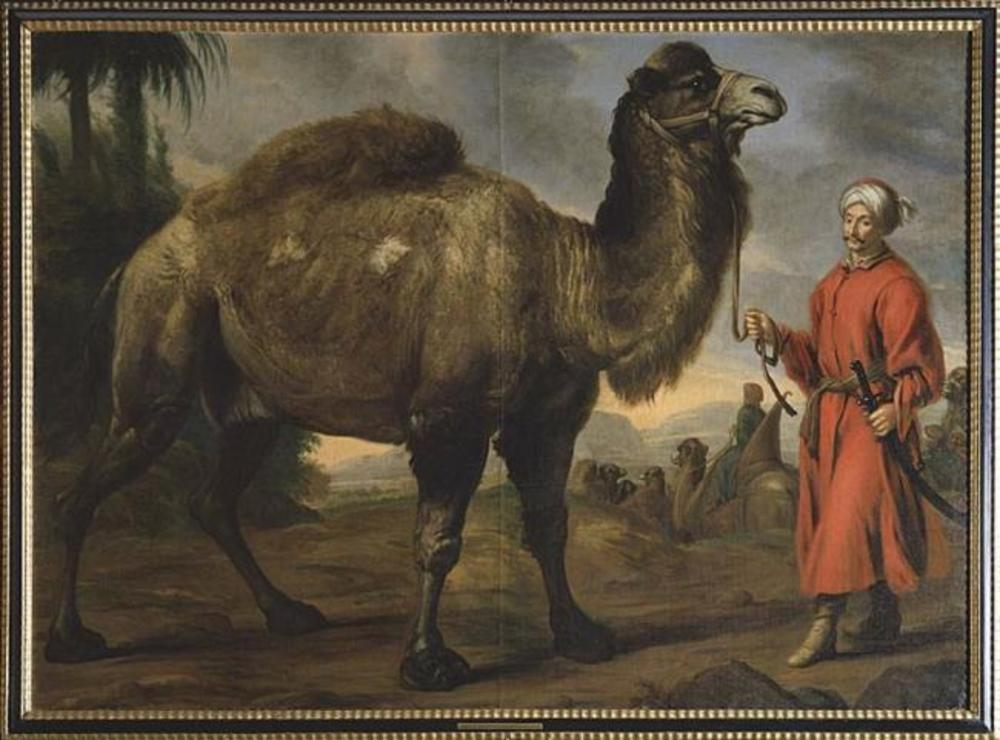
Kamel med förare.
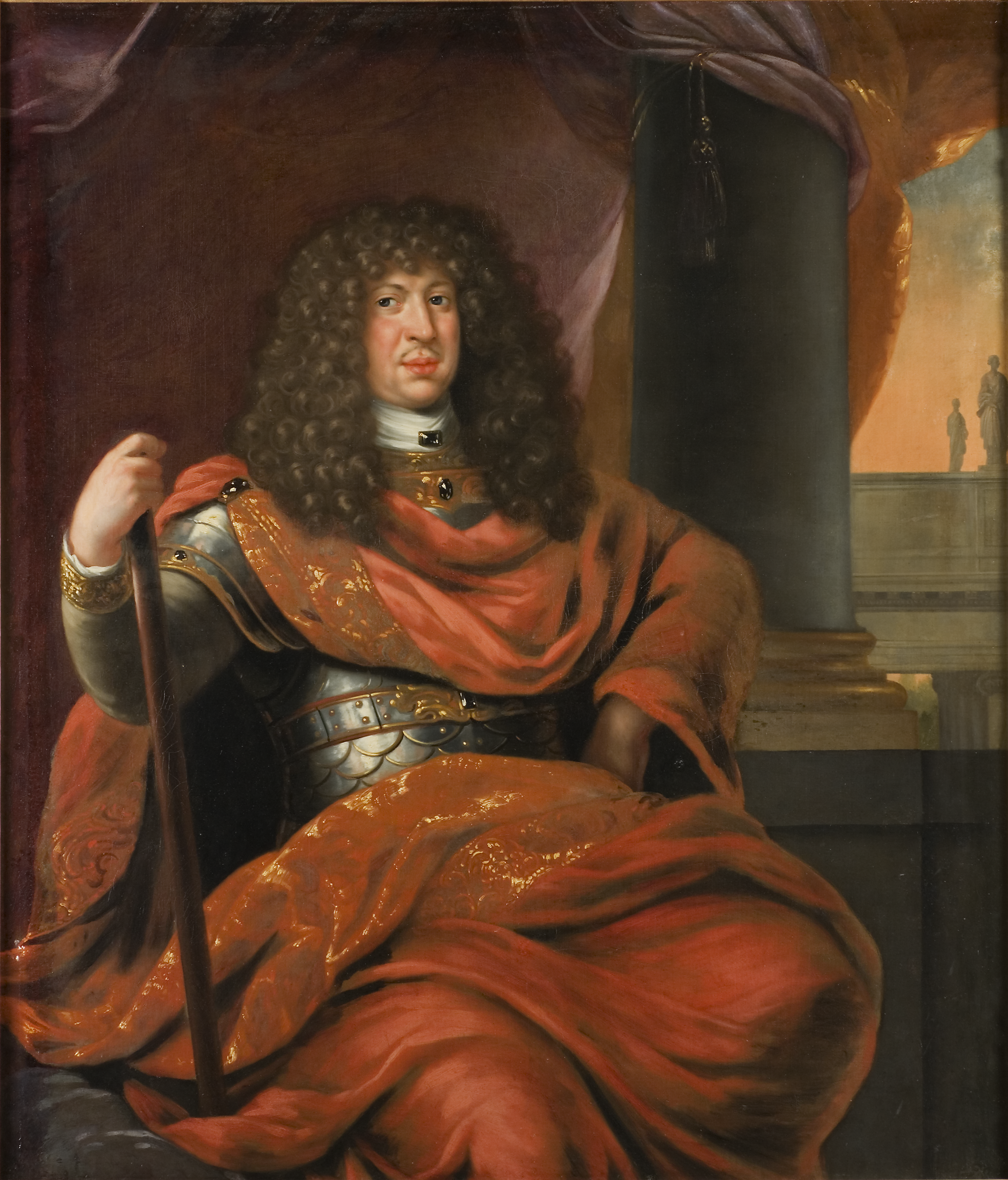
Kristian Albrekt av Holstein-Gottorp.
Marie Elisabeth av Sachsen.
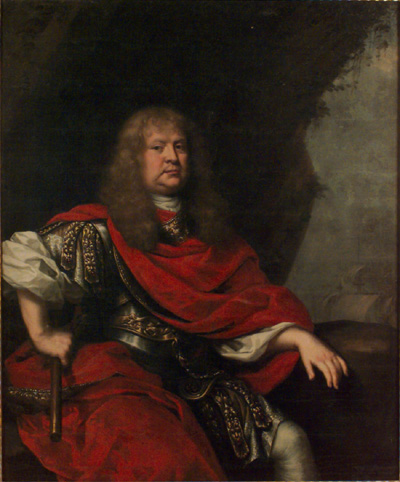
Nils Brahe den yngre.
Sten Nilsson Bielke.
Älg.